# Liste der Biografien/Lem
Liste der Biografien |
Portal Biografien |
Personensuche
# |
A |
B |
C |
D |
E |
F |
G |
H |
I |
J |
K |
L |
M |
N |
O |
P |
Q |
R |
S |
T |
U |
V |
W |
X |
Y |
Z |
?
 
La |
Lb |
Lc |
Le |
Lg |
Lh |
Li |
Lj |
Ll |
Lm |
Lo |
Lp |
Lt |
Lu |
Lv |
Lw |
Lx |
Ly |
Lz
 
Lea |
Leb |
Lec |
Led |
Lee |
Lef |
Leg |
Leh |
Lei |
Lej |
Lek |
Lel |
Lem |
Len |
Leo |
Lep |
Leq |
Ler |
Les |
Let |
Leu |
Lev |
Lew |
Lex |
Ley |
Lez
Die Liste der Biografien führt alle Personen auf, die in der deutschsprachigen Wikipedia einen Artikel haben. Dieses ist eine Teilliste mit 618 Einträgen von Personen, deren Namen mit den Buchstaben „Lem“ beginnt.

## Lem
- Lem, Gerard van der (* 1952), niederländischer Fußballspieler und -trainer
- Lem, Hans (1888–1962), norwegischer Turner
- Lem, Stanisław (1921–2006), polnischer Philosoph, Essayist und Science-Fiction-AutorStanisław Lem (1921–2006)

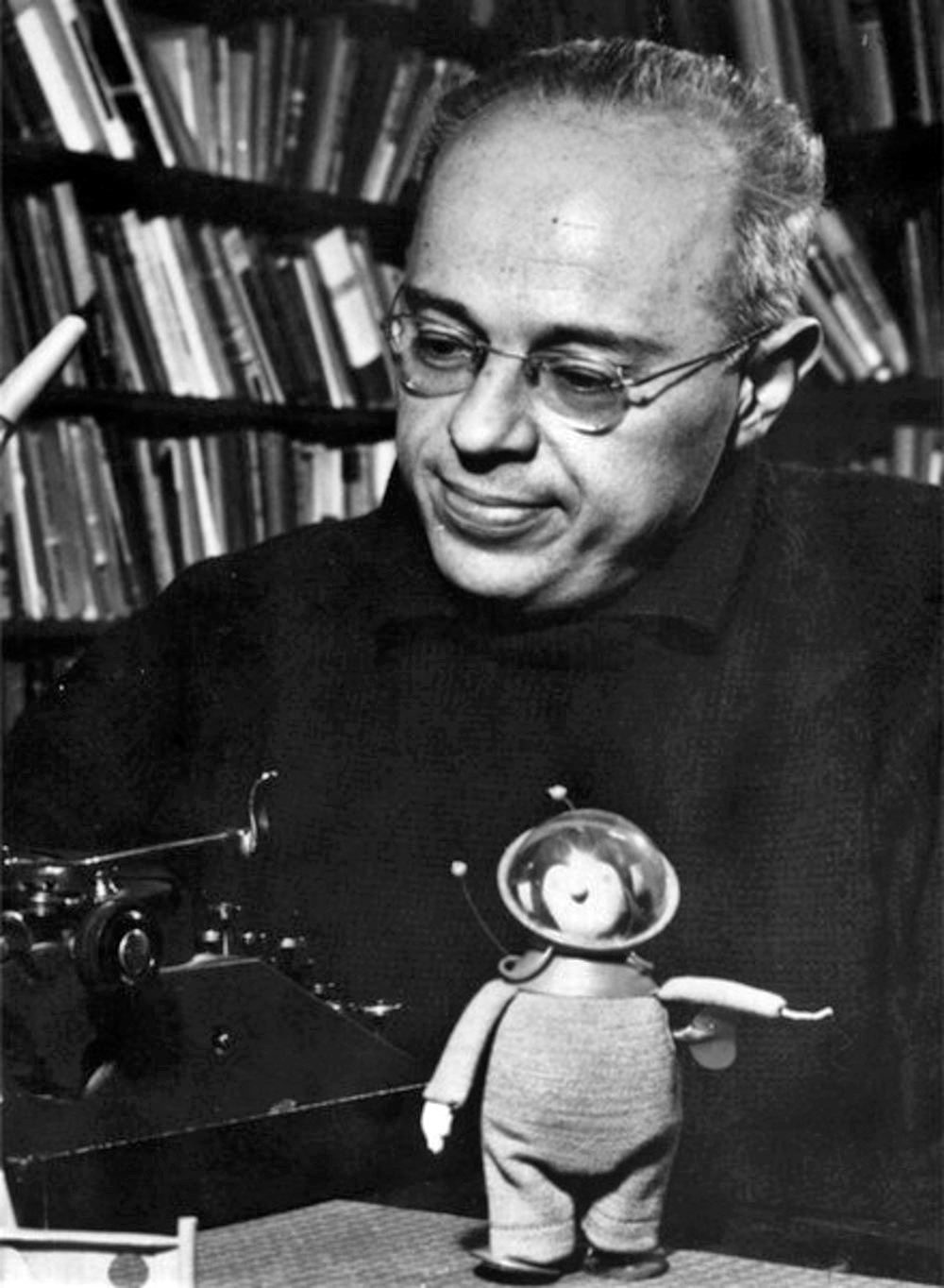
Stanisław Lem (1921–2006)

### Lema
- Lema Garcia, Carlos (* 1956), brasilianischer Geistlicher, Weihbischof in São Paulo
- Lema Otavalo, Yana Lucila (* 1974), ecuadorianische Journalistin, Schriftstellerin, Dichterin und Übersetzerin
- Lema, Elieshi (* 1949), tansanische Autorin und Bibliothekarin
- Lema, Guillermo (* 1964), argentinischer Schriftsteller
- Lema, Michael John (* 1999), tansanisch-österreichischer Fußballspieler
- Lema, Ray (* 1946), kongolesischer Jazz- und Rockschlagzeuger, Pianist und Komponist
- Lema, Thales de (1928–2020), brasilianischer Herpetologe, Biologe und Hochschullehrer
- Lema, Tony (1934–1966), US-amerikanischer Golfspieler
- Lemacher, Heinrich (1891–1966), deutscher Komponist
- Lemaguer, Francis, französischer Jazzgitarrist
- Lemaić, Vesna (* 1981), slowenische Schriftstellerin und politische Aktivistin
- Lemaignen, Robert (1893–1980), französischer Politiker und EWG-Kommissar
- Lemair, Alexandre (* 1988), französischer Bahn- und Straßenradrennfahrer
- Lemaire de Belges, Jean, französischsprachiger Autor aus dem Gebiet des heutigen Belgiens
- Lemaire, André (* 1942), französischer Priester, Altorientalist, Philologe, Epigraphiker und Hochschullehrer
- Lemaire, André Joseph (1738–1802), französischer Divisionsgeneralder Artillerie
- Lemaire, Benjamin (* 1985), französischer Fotograf, Regisseur, Filmproduzent, Autor und Blogger
- Lemaire, Charles (1800–1871), französischer Botaniker
- Lemaire, Charles (1869–1926), belgischer Soldat und Afrikaforscher
- Lemaire, Claude (1921–2004), französischer Entomologe, Zoologe und Lepidopterologe
- Lemaire, Eugène (1874–1948), belgischer Fotograf
- Lemaire, Gaspard (1899–1979), belgischer Schwimmer
- Lemaire, Georges (1905–1933), belgischer Radrennfahrer
- Lemaire, Ghislain (* 1972), französischer Judoka
- Lemaire, Hector (1846–1933), französischer Bildhauer
- Lemaire, Jack (1911–2010), US-amerikanischer Schauspieler, Jazzgitarrist, Sänger und Komiker
- Lemaire, Jacques (* 1945), kanadischer Eishockeyspieler und -trainer
- Lemaire, Jean-Pierre (* 1948), französischer Lyriker und Autor
- Lemaire, Joseph (1882–1966), belgischer Versicherungsmanager
- Lemaire, Lyn (* 1951), US-amerikanische Triathletin und Radsportlerin
- Lemaire, Madeleine (1845–1928), französische Malerin, Grafikerin und Salonnière
- Lemaire, Marc (* 1976), belgischer Grasskiläufer
- Lemaire, Philippe (1927–2004), französischer Schauspieler
- Lemaire, Philippe Joseph Henri (1798–1880), französischer Bildhauer
- Lemaire, Pierre-Étienne (* 1991), französischer Fußballspieler
- Lemaire, Théophile (1865–1943), französischer Briefmarkenhändler und Philatelist
- Lemaistre de Sacy, Louis-Isaac (1613–1684), französischer Theologe, Bibelübersetzer und Humanist
- Lemaître, Albert (1864–1906), französischer Automobilrennfahrer
- Lemaître, Alexis (1864–1939), französischer Ordensgeistlicher und römisch-katholischer Erzbischof von Karthago
- Lemaître, Auguste (1887–1970), Schweizer evangelischer Geistlicher und Hochschullehrer
- Lemaître, Augustin François (1797–1870), französischer Reproduktionsstecher, Kupfer- und Stahlstecher, Illustrator und Lithograf
- Lemaitre, Christophe (* 1990), französischer LeichtathletChristophe Lemaitre (* 1990)

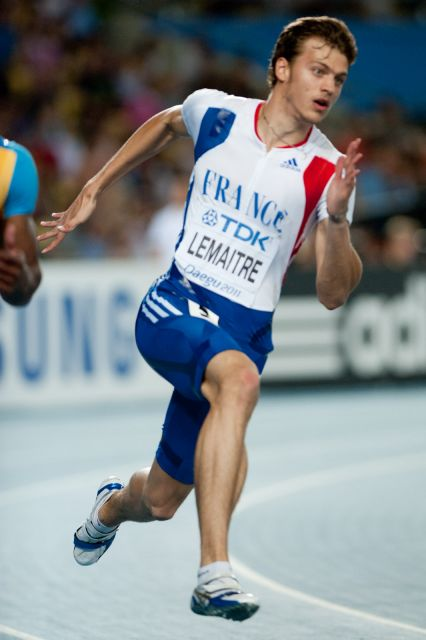
Christophe Lemaitre (* 1990)

- Lemaitre, David (* 1985), bolivianischer Sänger und Komponist
- Lemaître, Frédéric, französischer Journalist der Tageszeitung Le Monde in Paris und Autor
- Lemaître, Frédérick (1800–1876), französischer Schauspieler
- Lemaître, Georges (1894–1966), belgischer Priester und Physiker; gilt als Begründer der Urknalltheorie
- Lemaître, Henri (1921–2003), belgischer Ordensgeistlicher, Titularerzbischof von Tongeren sowie Apostolischer Nuntius
- Lemaître, Jules (1853–1914), französischer Schriftsteller, Dramatiker und Theaterkritiker
- Lemaître, Léon-Jules (1850–1905), französischer Maler des Impressionismus
- Lemaitre, Luca (* 2005), mexikanischer Tennisspieler
- Lemaître, Marc (* 1973), luxemburgischer EU-Beamter
- Lemaître, Maurice (1926–2018), französischer Autor, Filmregisseur und Vertreter des Lettrismus
- Lemaitre, Pierre (* 1951), französischer Schriftsteller und DrehbuchautorPierre Lemaitre (* 1951)

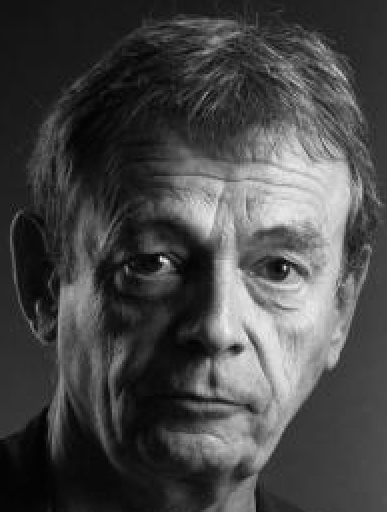
Pierre Lemaitre (* 1951)

- Lemaître, Reynald (* 1983), französischer Fußballspieler
- Lemaître, Tiphanie (* 2000), französische Tennisspielerin
- Lemaître, Xavier (* 1966), französischer Schauspieler
- Leman, Albert Semjonowitsch (1915–1998), russischer Komponist
- Leman, Alfred (1925–2015), deutscher Wissenschaftler und Science-Fiction-Schriftsteller
- Leman, Brady (* 1986), kanadischer Freestyle-Skisportler
- Leman, Christian Karl (1779–1859), deutscher Rechtswissenschaftler und Richter
- Leman, Eric (* 1946), belgischer Radrennfahrer
- Leman, Gérard (1851–1920), belgischer Generalleutnant
- Leman, Loren (* 1950), US-amerikanischer Politiker
- Leman, Richard (* 1959), englischer Hockeyspieler
- Leman, Ulrich (1885–1988), deutscher Maler
- Leman-Balanowskaja, Inna Nikolajewna (1881–1945), russische bzw. sowjetische Astronomin
- Lemanczyk, Heinz (* 1934), deutscher Fußballspieler
- Lemanczyk, Iris (* 1964), deutsche Kinderbuchautorin
- Lemann, Jorge Paulo (* 1939), brasilianisch-schweizerischer Investor und BankierJorge Paulo Lemann (* 1939)

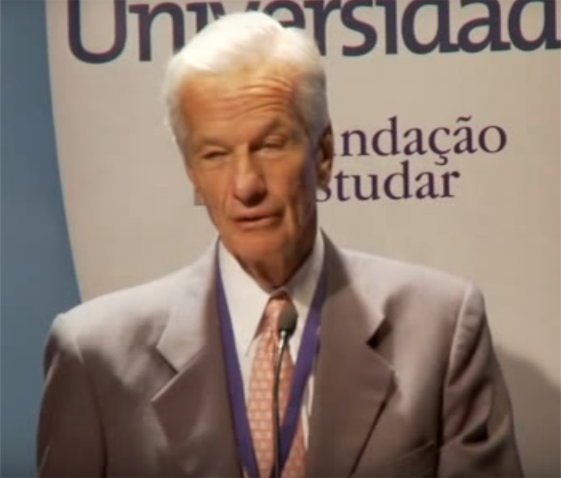
Jorge Paulo Lemann (* 1939)

- Lemanski, Alexander Alexejewitsch (1935–2007), russischer Raketeningenieur
- Lemański, Jan (1866–1933), polnischer Schriftsteller, Satiriker und Fabeldichter
- Lemanski, Jens (* 1981), deutscher Philosoph und Wissenschaftshistoriker
- Lemański, Wojciech (* 1960), polnischer katholischer Geistlicher
- Lemar (* 1978), britischer Sänger
- Lemar, Thomas (* 1995), französischer FußballspielerThomas Lemar (* 1995)

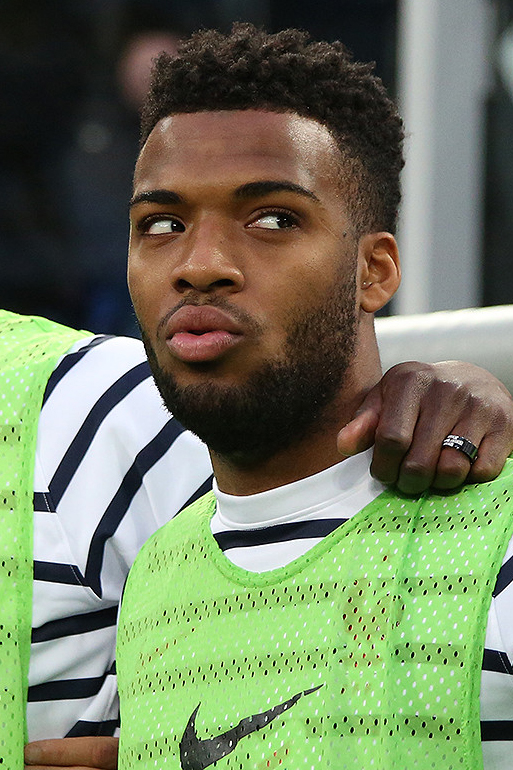
Thomas Lemar (* 1995)

- Lemarchal, Grégory (1983–2007), französischer Popsänger
- Lemarchand, Pierre, französischer Jazzmusiker (Schlagzeug)
- Lemarchand, Romain (* 1987), französischer Radrennfahrer
- Lemare, Edwin (1865–1934), englischer Organist und Komponist
- Lemare, Léa (* 1996), französische Skispringerin
- Lemaréchal, Claude (* 1944), französischer Mathematiker
- Lemaréchal, Félix (* 2003), französisch-ivorischer Fußballspieler
- Lemari, Kunio (1942–2008), marshallischer Politiker
- Lemarié, Patrick (* 1968), französischer Rennfahrer
- LeMarque, Éric (* 1969), französisch-US-amerikanischer Eishockeyspieler und Autor
- Lemarque, Francis (1917–2002), französischer Liedermacher und Dichter
- Lemas, Pierre-René (* 1951), französischer Beamter
- Lemashon, Peter (* 1956), kenianischer Mittelstreckenläufer
- Lemass, Eileen (* 1932), irische Politikerin (Fianna Fáil) und irisches MdEP
- Lemass, Noel (1929–1976), irischer Politiker (Fianna Fáil)
- Lemass, Seán (1899–1971), irischer Politiker, Gründungsmitglied der Partei Fianna Fáil
- Lemasson, Louis (1929–2001), französischer Fußballspieler und -trainer
- LeMaster, Andy, US-amerikanischer Musiker, Songschreiber, Multiinstrumentalist, Musikproduzent und Künstler
- Lemasters, Braeden (* 1996), US-amerikanischer Schauspieler und Musiker
- Lematschko, Tatjana (1948–2020), Schweizer Schachspielerin
- Lematte, Fernand (1850–1929), französischer Historien- und Porträtmaler
- LeMay Doan, Catriona (* 1970), kanadische Eisschnellläuferin
- LeMay, Curtis E. (1906–1990), US-amerikanischer GeneralCurtis E. LeMay (1906–1990)

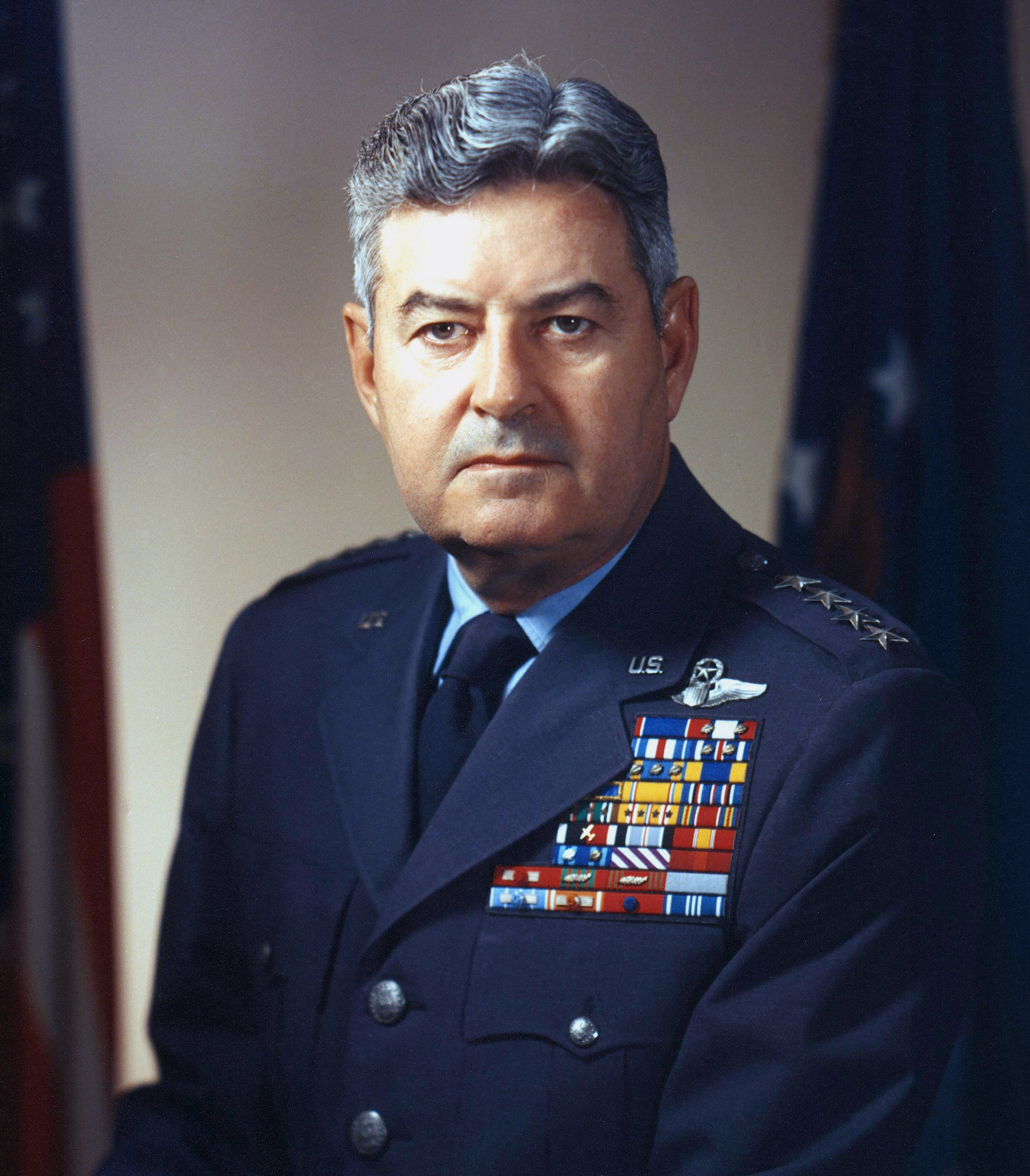
Curtis E. LeMay (1906–1990)

- LeMay, Dorothy (* 1954), US-amerikanische Pornodarstellerin
- Lemay, Fernand (1894–1980), französischer Radrennfahrer
- Lemay, Gilles (* 1948), kanadischer Geistlicher, emeritierter römisch-katholischer Bischof von Amos
- Lemay, Hugo (* 1983), kanadischer Snowboarder
- Lemay, J. A. Leo (1935–2008), amerikanischer Literaturwissenschaftler
- Lemay, Jérôme (1933–2011), kanadischer Sänger und Gitarrist
- LeMay, John D. (* 1962), US-amerikanischer Schauspieler
- Lemay, Lynda (* 1966), kanadische Sängerin
- LeMay, Lynn (* 1961), US-amerikanische Pornodarstellerin und RegisseurinLynn LeMay (* 1961)

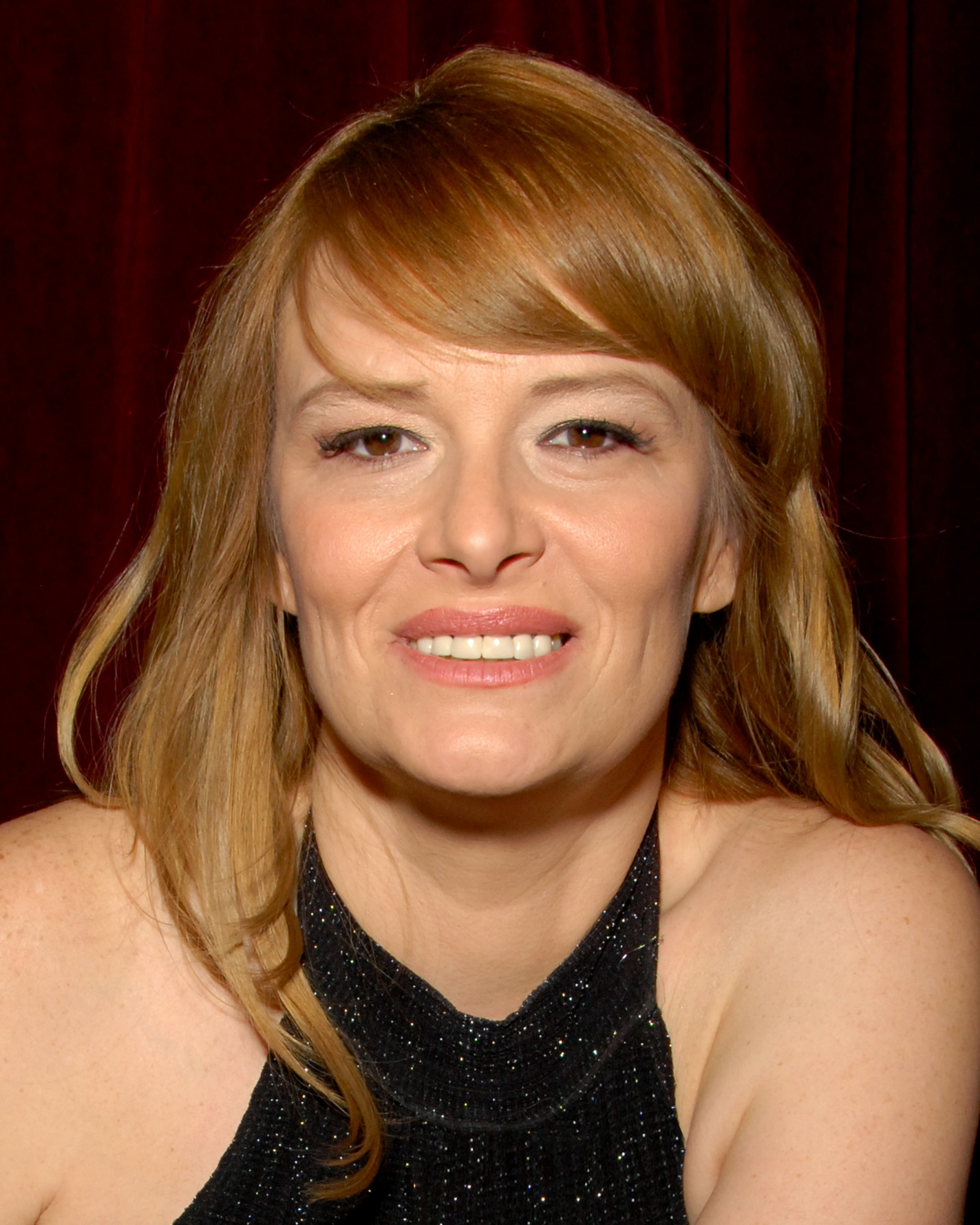
Lynn LeMay (* 1961)

- Lemay, Moe (1962–2024), deutsch-kanadischer Eishockeyspieler
- Lemay, Robert (* 1960), kanadischer Komponist

### Lemb
- Lemb, Wolfgang (* 1962), deutscher Politiker (SPD), MdL
- Lemba, Artur (1885–1963), estnischer Komponist
- Lemba, Theodor (1876–1962), estnischer Pianist
- Lembach, Charlotte (* 1988), französische Säbelfechterin
- Lembach, Justus (* 2001), deutscher Volleyballspieler
- Lembacher, Marianne (* 1949), österreichische Landwirtin und Politikerin (ÖVP), Landtagsabgeordnete
- Lembcke, Christian Ernst Emanuel von († 1766), preußischer Major
- Lembcke, Marjaleena (1945–2025), deutsche Schriftstellerin
- Lembcke, Oliver (* 1969), deutscher Politikwissenschaftler und Hochschullehrer
- Lembcke, Paul Christian Nicolaus (1759–1848), deutscher Jurist, Advokat und Procurator am Niedergericht in Lübeck
- Lembcke, Werner (1909–1989), deutscher Chirurg und Hochschullehrer
- Lembe Kabange, Marie-Olive (* 1976), kongolesische Première dame der Demokratischen Republik KongoMarie-Olive Lembe Kabange (* 1976)

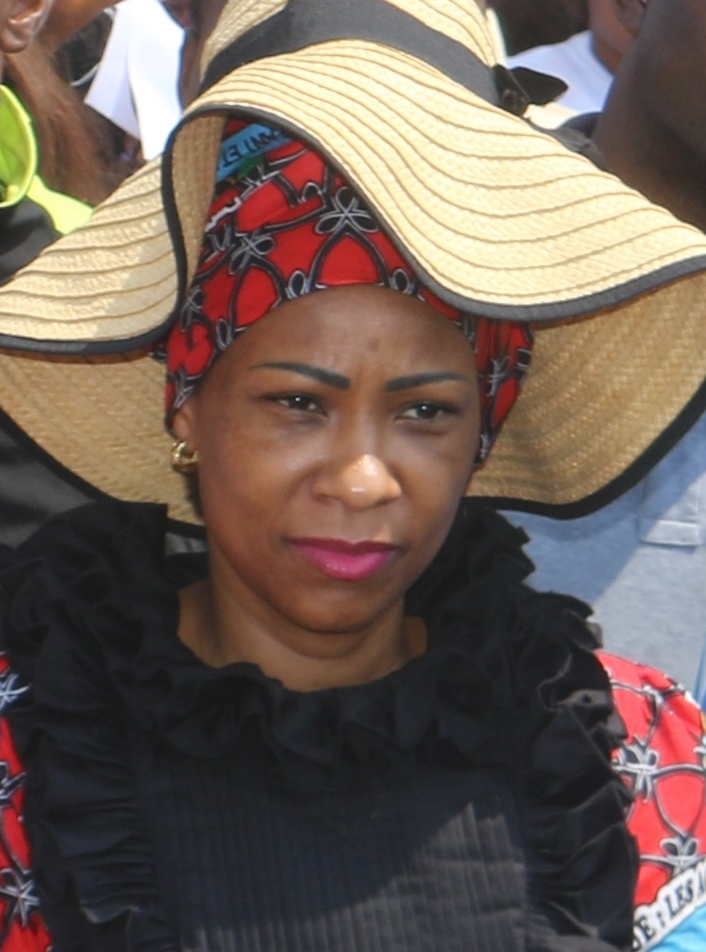
Marie-Olive Lembe Kabange (* 1976)

- Lembe, Agnes, kamerunische Sprinterin
- Lembeck, Bernd (* 1895), deutscher Schriftsteller und Publizist
- Lembeck, Fred (1922–2014), österreichischer Arzt und Pharmakologe
- Lembeck, Harvey (1923–1982), US-amerikanischer Schauspieler
- Lembeck, Karl-Heinz (* 1955), deutscher Philosoph und Hochschullehrer
- Lembeck, Marc (* 1989), deutscher Ruderer
- Lembeck, Michael (* 1948), US-amerikanischer Filmregisseur und Schauspieler
- Lembede, Anton Muziwakhe (1914–1947), südafrikanischer Politiker, erster Präsident der ANC Youth League
- Lembens, Hans-Dieter (1933–2010), deutscher Schlagzeuger und Solopauker
- Lember, Ira (1926–2025), sowjetische bzw. estnische Prosaistin und Kinderbuchautorin
- Lember, Mati (* 1985), estnischer Fußballspieler
- Lemberg, Carl Christoph von (1690–1744), preußischer Landrat
- Lemberg, Edgar, estnischer Fußballspieler
- Lemberg, Eugen (1903–1976), deutscher Soziologe tschechischer Herkunft
- Lemberg, Götz (* 1963), deutscher Künstler
- Lemberg, Hans (1933–2009), deutscher Historiker
- Lemberg, Heinrich (1902–1976), deutscher Politiker (SPD), MdL
- Lemberg, Jörg (* 1968), deutscher Filmkomponist
- Lemberg, Justin (* 1966), australischer Schwimmer
- Lemberg, Tidemann († 1386), deutscher Kaufmann
- Lemberg, Werner (* 1968), österreichischer Komponist und Pianist
- Lemberger, Ella (1891–1942), österreichisches NS-Opfer
- Lemberger, Ernst (1906–1974), österreichischer Diplomat
- Lemberger, Georg, deutscher Maler und Holzschneider
- Lemberger, Siegfried (1884–1942), österreichischer Kinobetreiber, Filmverleiher und Filmproduzent
- Lembergs, Aivars (* 1953), lettischer Politiker und Unternehmer
- Lembert, Johann Wenzel (1779–1851), österreichischer Bühnenschriftsteller und Schauspieler
- Lembesis, Polychronis (1848–1913), griechischer Maler
- Lembet, Geoffrey (* 1988), zentralafrikanisch-französischer Fußballtorwart
- Lembeye, Juan (1816–1889), spanischer Agrarwissenschaftler, Naturforscher, Lepidopterologe, Ornithologe und Bürgermeister von Culleredo
- Lembi Zaneli, Camille (1950–2011), kongolesischer Geistlicher, römisch-katholischer Bischof von Isangi
- Lembikisa, Dexter (* 2003), jamaikanischer Fußballspieler
- Lembitu († 1217), estnischer Anführer
- Lembke, Andreas (1911–2002), deutscher Mikrobiologe und Hochschullehrer
- Lembke, Astrid (* 1980), deutsche Germanistin
- Lembke, Christian Heinrich (1771–1842), deutscher Jurist und Ratssekretär der Hansestadt Lübeck
- Lembke, Friedrich (1869–1958), deutscher Pädagoge und Publizist
- Lembke, Gabriel Christian (1738–1799), deutscher Jurist und Bürgermeister von Lübeck
- Lembke, Gerald (* 1966), deutscher Betriebswirtschaftler
- Lembke, Hans (1877–1966), deutscher Pflanzenzüchter, Gutsbesitzer und Hochschullehrer
- Lembke, Hans (1885–1959), deutscher Grafiker, Lithograf, Maler, Radierer und Zeichenlehrer
- Lembke, Hans Bernhard Ludwig (1722–1803), deutscher Arzt und Stadtphysicus von Lübeck
- Lembke, Heinz (1937–1981), deutscher Rechtsextremist
- Lembke, Hermann (1619–1674), Jurist und Stadtsyndikus von Rostock
- Lembke, Horst (* 1930), deutscher Fußballspieler
- Lembke, Jacob (1650–1693), Professor der Rechte und Rektor an der Universität Rostock sowie Rostocker Bürgermeister
- Lembke, Johann (1686–1746), deutscher Mediziner, Professor
- Lembke, Julian (* 1985), deutscher Komponist
- Lembke, Katja (* 1965), deutsche Klassische Archäologin und Ägyptologin
- Lembke, Paul (1860–1939), Oberbürgermeister von Mülheim an der Ruhr
- Lembke, Robert (1913–1989), deutscher Journalist und FernsehmoderatorRobert Lembke (1913–1989)

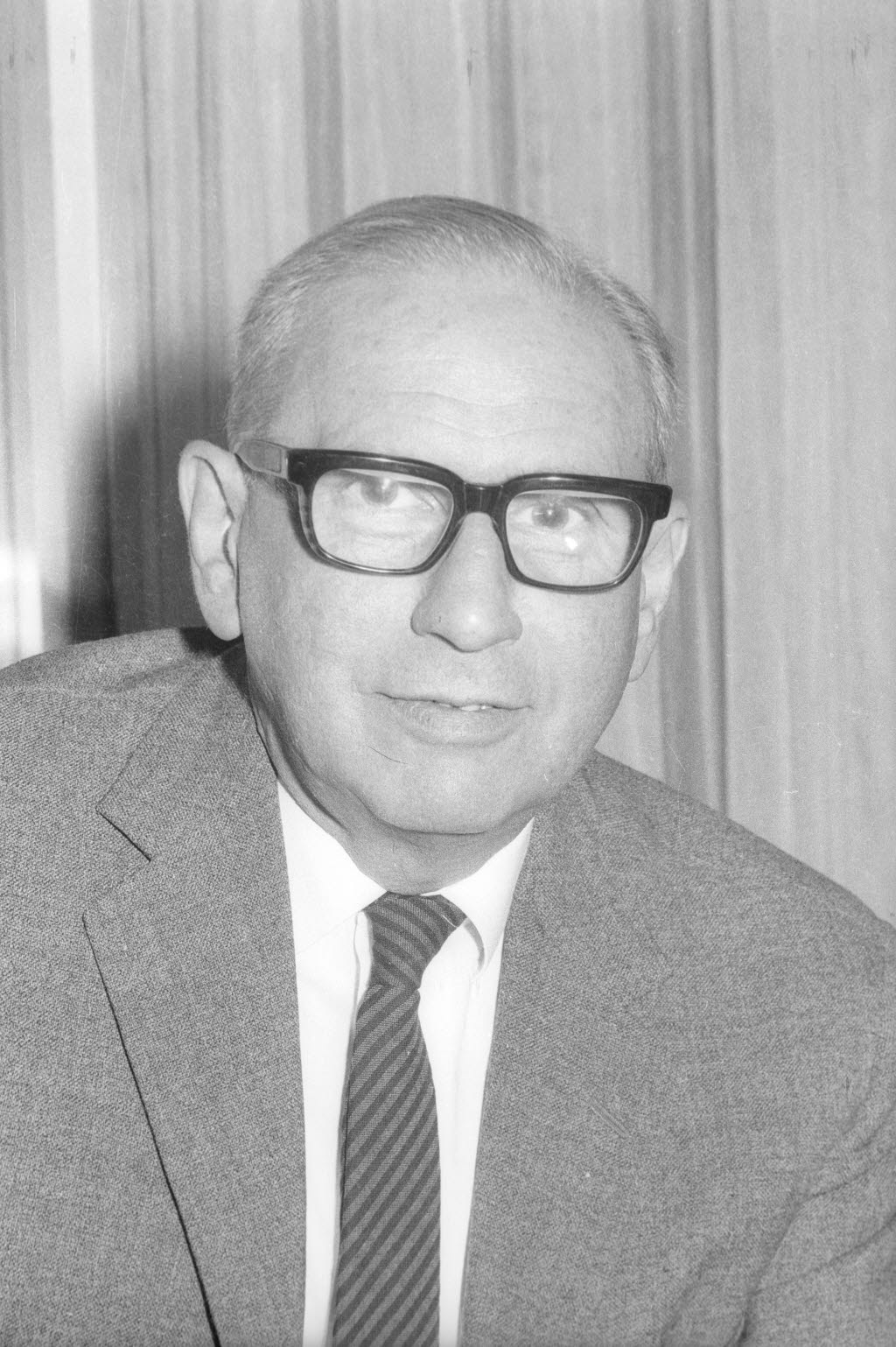
Robert Lembke (1913–1989)

- Lembke, Ulrike (* 1978), deutsche Juristin und Hochschullehrerin
- Lemble, Ludwig Andreas (1578–1635), pfalz-neuburgischer und württembergischer Beamter und Militär
- Lembo, Alejandro (* 1978), uruguayischer Fußballspieler
- Lembo, Andrea (* 1974), italienischer römisch-katholischer Geistlicher, Weihbischof in Tokio
- Lembo, Eddy (* 1980), französischer Radrennfahrer
- Lembo, Giovanni Paolo († 1618), italienischer Jesuit und Astronom
- Lemboumba, Romeo (* 1980), gabunischer Boxer
- Lembucher, Georg († 1446), Bischof von Seckau
- Lemburg, Peter (* 1946), deutscher Architekturhistoriker

### Lemc
- Lemche, Einar (* 1939), dänischer Beamter und Diplomat
- Lemche, Kris (* 1978), kanadischer Schauspieler
- Lemcke, Andreas (* 1959), deutscher Eisschnellläufer
- Lemcke, Carl von (1831–1913), deutscher Ästhetiker und Kunsthistoriker sowie Rektor an der Universität Stuttgart
- Lemcke, Christian (1850–1894), deutscher HNO-Arzt und Hochschullehrer
- Lemcke, Christoph, deutscher Goldschmied
- Lemcke, Dietmar (1930–2020), deutscher Maler und Hochschullehrer
- Lemcke, Emil (1870–1946), deutscher Jurist und Oberkirchenratspräsident in Schwerin
- Lemcke, Hugo (1835–1925), deutscher Historiker
- Lemcke, Kathrin, deutsche Medienkünstlerin, Filmemacherin und Produzentin
- Lemcke, Kurt (1914–2003), deutscher Geologe
- Lemcke, Ludwig (1816–1884), deutscher Literaturhistoriker
- Lemcke, Otto (1891–1933), deutscher Maler und Grafiker
- Lemcke, Paul (1850–1909), deutscher Militär- und Kommunalbeamter
- Lemcke, Ralf (* 1962), deutscher Schauspieler
- Lemcke, Rolf (* 1962), deutscher Schauspieler
- Lemcke, Walter E. (1891–1955), deutscher Bildhauer

### Lemd
- Lemdee, Bukkoree (* 2004), thailändischer Fußballspieler

### Leme
- Leme da Silveira Cintra, Sebastião (1882–1942), brasilianischer Geistlicher, Erzbischof von Rio de Janeiro und Kardinal
- Leme, Henrique († 1523), portugiesischer Seefahrer und Militär
- Lemebel, Pedro (1952–2015), chilenischer Theaterkünstler und Schriftsteller
- Lemeier, Albert († 1595), deutscher Rhetoriker und Moralphilosoph
- Lemel, Nathalie (1827–1921), französische Sozialistin und Feministin
- Lemelin, Réjean (* 1954), kanadischer Eishockeytorwart
- Lemelin, Sef, kanadischer Rocksänger und Gitarrist
- Lemelsen, Joachim (1888–1954), deutscher General der Panzertruppe im Zweiten WeltkriegJoachim Lemelsen (1888–1954)

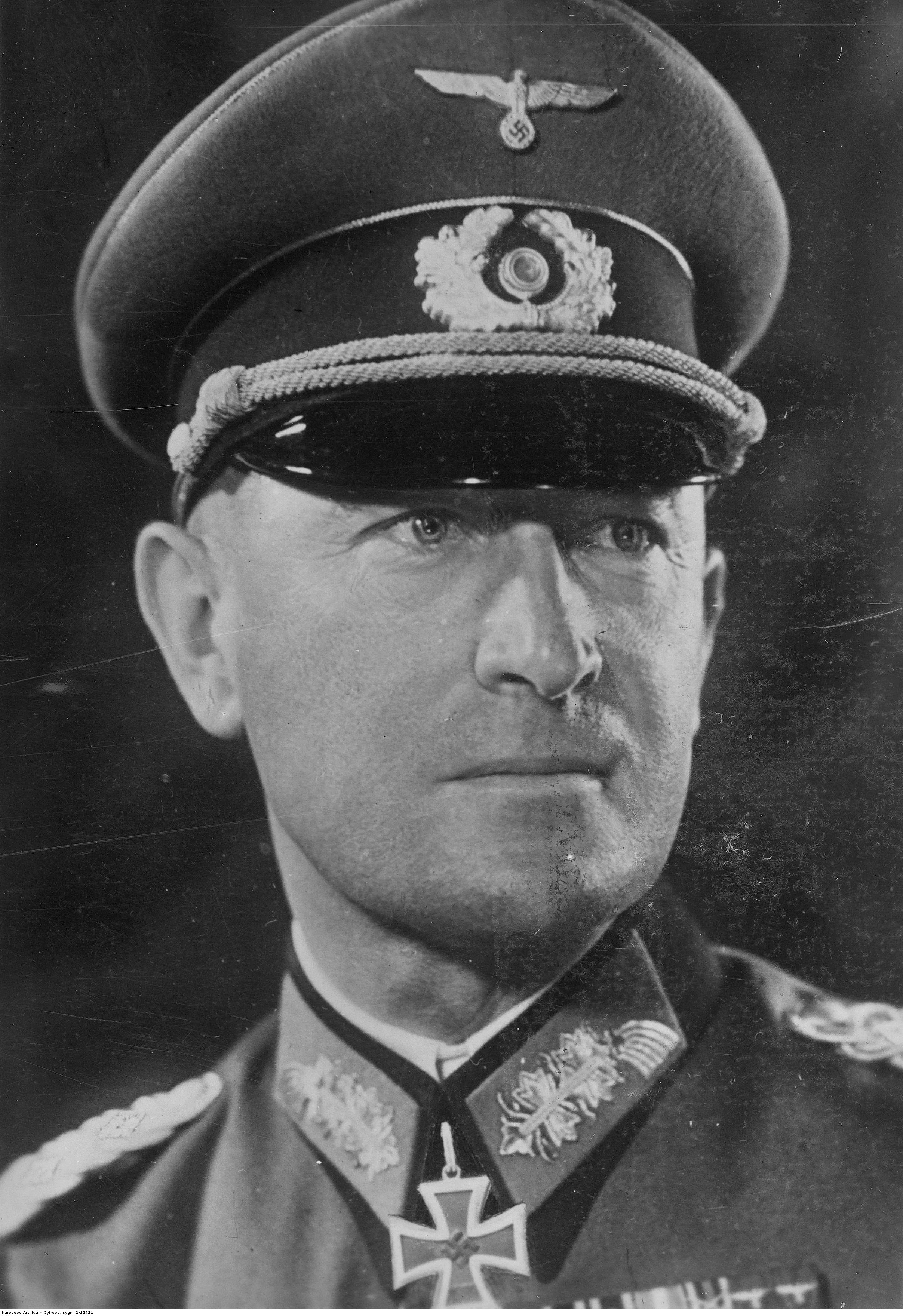
Joachim Lemelsen (1888–1954)

- Lemeni, Ioan (1780–1861), Bischof von Făgăraș
- Lementauskas, Evaldas (* 1970), litauischer Politiker (Seimas)
- Lemer, Pepi (* 1944), britische Jazzsängerin
- Lemer, Pete (* 1942), britischer Jazz-Pianist und Keyboarder
- Lemercier de Longpré, Charles (1778–1854), französischer Politiker, Marineminister
- Lemercier, Jacques (1585–1654), französischer Architekt
- Lemercier, Népomucène (1771–1840), französischer Dichter
- Lemercier, Valérie (* 1964), französische Schauspielerin und SängerinValérie Lemercier (* 1964)

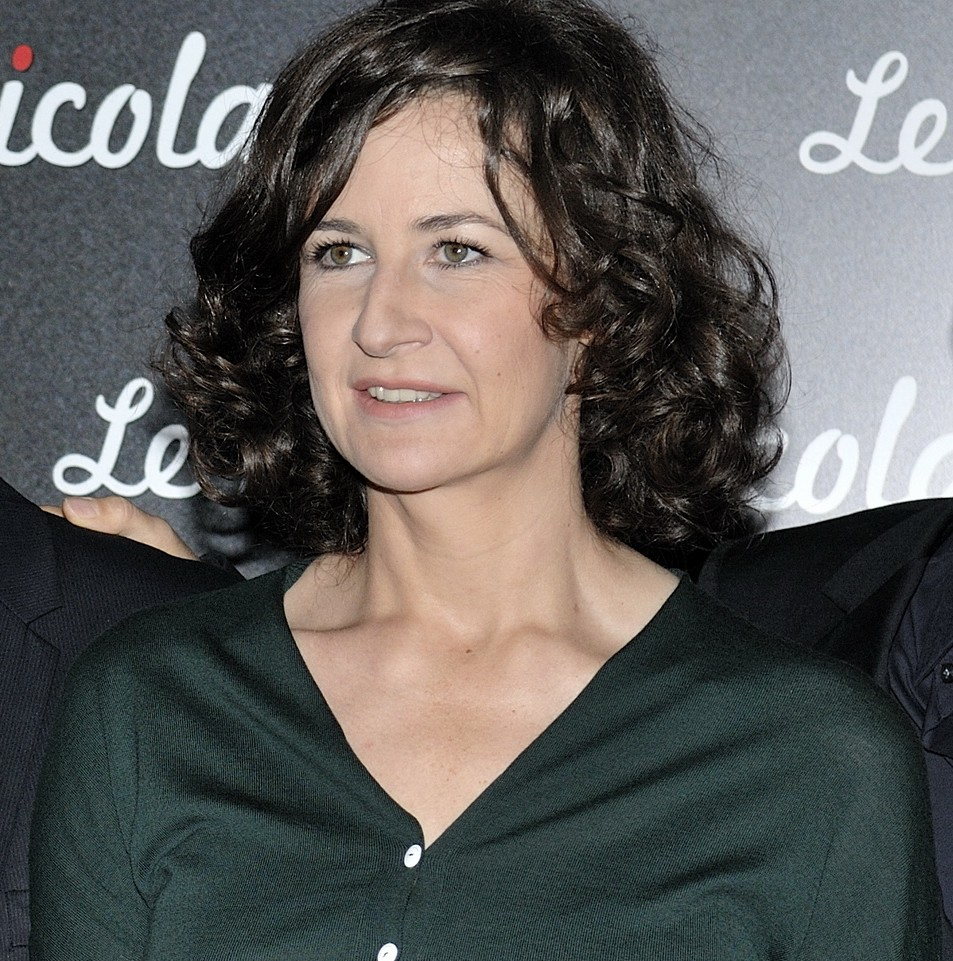
Valérie Lemercier (* 1964)

- Lémeret, Stéphane (* 1973), belgischer Journalist und Autorennfahrer
- Lemerle, Jean-Marie (* 1947), französischer Autorennfahrer und Rennstallbesitzer
- Lemerle, Paul (1903–1989), französischer Byzantinist
- Lemerre, Roger (* 1941), französischer Fußballspieler und -trainer
- Lemert, Edwin M. (1912–1996), US-amerikanischer Soziologe und Kriminologe
- Lémery, Louis (1677–1743), französischer Mediziner und Chemiker
- Lémery, Nicolas (1645–1715), französischer Mediziner und Chemiker
- Lemesch, Nina (* 1973), ukrainische Biathletin
- Lemeschew, Sergei Jakowlewitsch (1902–1977), sowjetischer Opernsänger
- Lemeschew, Wjatscheslaw Iwanowitsch (1952–1996), sowjetischer Boxer
- Lemeshko, Mikhail Petrowitsch (* 1985), österreichisch-russischer Physiker
- Lemešić, Leo (1908–1978), jugoslawischer Fußballspieler, -trainer und -schiedsrichter
- Lemesle, Claude (* 1945), französischer Liedtexter
- Lemesle, Lucien (1897–1970), französischer Autorennfahrer
- Lemešová, Diana (* 2000), slowakische Fußballspielerin
- Lemeteyer, Paul (* 1942), französischer Radrennfahrer
- Lemettinen-Melender, Ritva (* 1960), finnische Langstreckenläuferin

### Lemg
- Lemghaifry, Ali (* 1975), mauretanischer Fußballschiedsrichter

### Lemh
- Lemhagen, Ella (* 1965), schwedische Regisseurin
- Lemhényi, Dezső (1917–2003), ungarischer Wasserballspieler

### Lemi
- Lemi, Teddese (* 1999), äthiopischer Mittelstreckenläufer
- Lemier, August, deutscher Großhandelskaufmann, Fabrikant und Erfinder sowie Verbandsfunktionär
- Lemierre, André (1875–1956), französischer Bakteriologe
- Lemierre, Antoine-Marin (1733–1793), französischer Bühnendichter und Mitglied der Académie française
- Lemierre, Jean (* 1950), französischer Ökonom und Präsident der Europäischen Bank für Wiederaufbau und Entwicklung
- Lemiesz, Aneta (* 1981), polnische Leichtathletin
- Lemieux, Alain (* 1961), kanadischer Eishockeyspieler und -trainer
- Lemieux, Brendan (* 1996), US-amerikanisch-kanadischer Eishockeyspieler
- Lemieux, Claude (* 1965), kanadischer EishockeyspielerClaude Lemieux (* 1965)

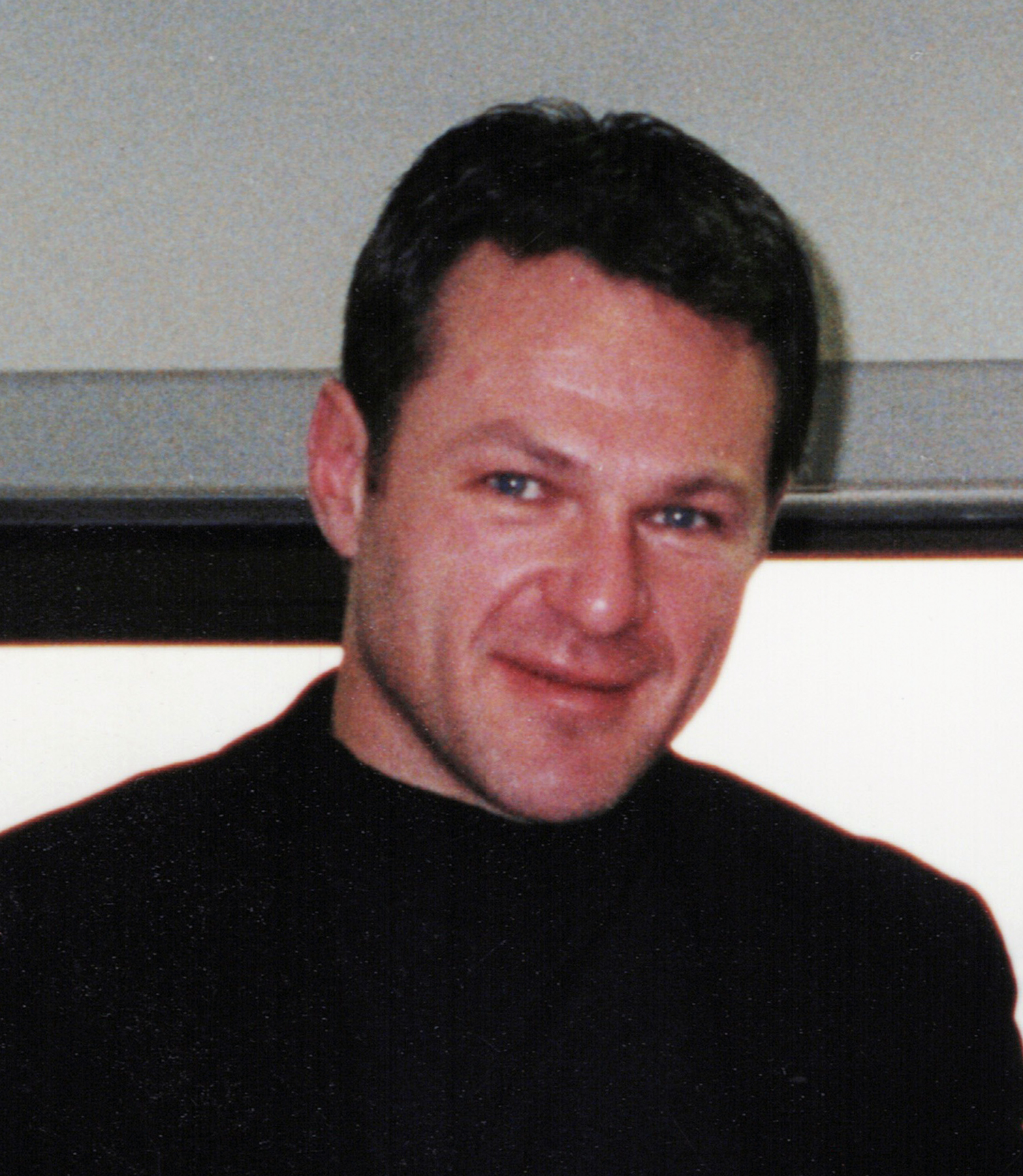
Claude Lemieux (* 1965)

- Lemieux, David (* 1988), kanadischer Boxer
- Lemieux, Francis (* 1984), kanadischer Eishockeyspieler
- LeMieux, George (* 1969), US-amerikanischer Jurist und Politiker (Republikanische Partei)
- Lemieux, Germain (1914–2008), kanadischer Priester, Ethnologe und Hochschullehrer
- Lemieux, Jean (* 1952), kanadischer Eishockeyspieler
- Lemieux, Jocelyn (* 1967), kanadischer Eishockeyspieler
- Lemieux, Lawrence (* 1955), kanadischer Segelsportler
- Lemieux, Marie-Joseph (1902–1994), kanadischer Geistlicher und römisch-katholischer Erzbischof von Ottawa
- Lemieux, Marie-Nicole (* 1975), kanadische Opern- und Konzertsängerin
- Lemieux, Mario (* 1965), kanadischer Eishockeyspieler und -funktionärMario Lemieux (* 1965)

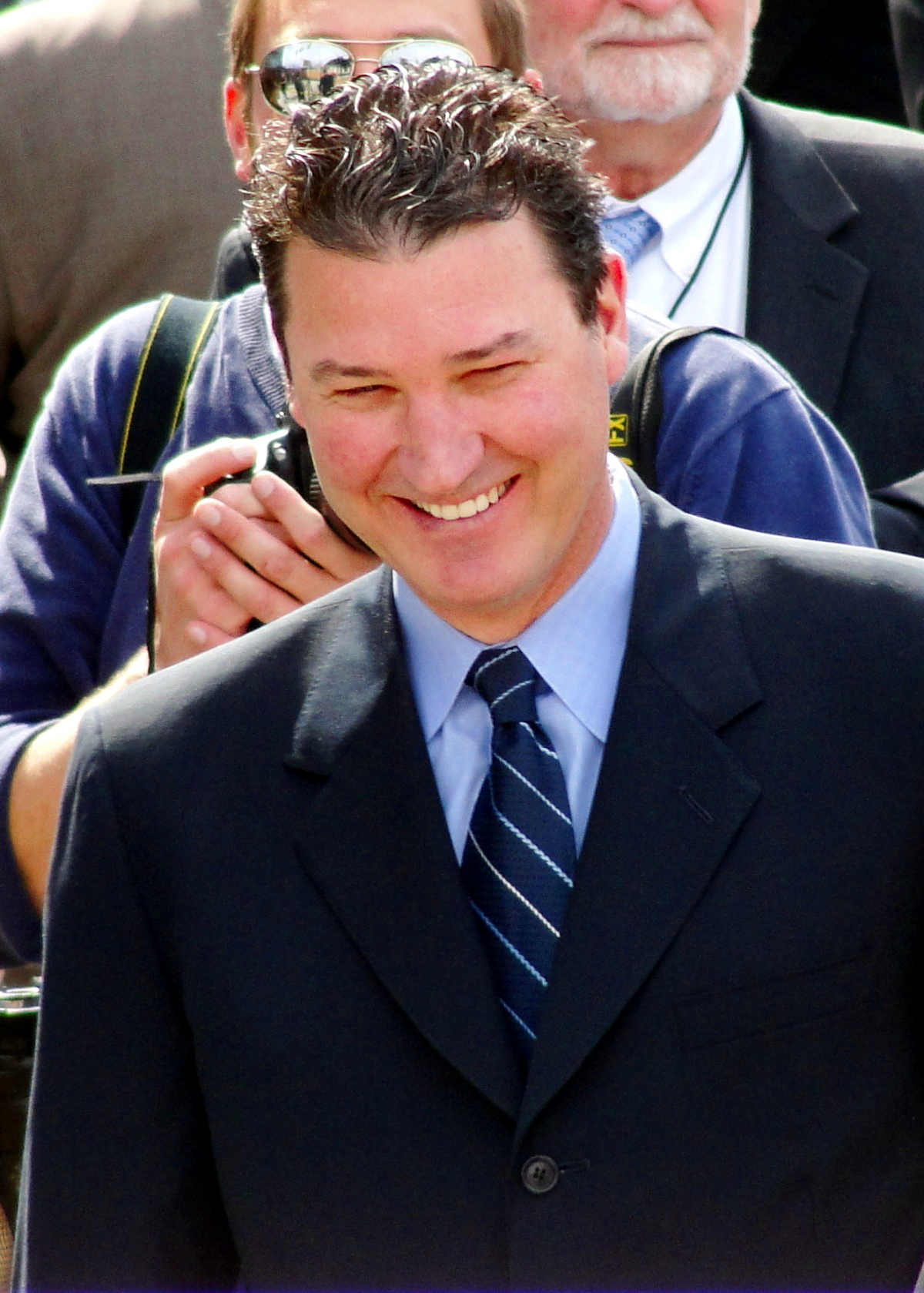
Mario Lemieux (* 1965)

- Lemieux, Raymond (1920–2000), kanadischer Chemiker
- Lemieux, Réal (1945–1975), kanadischer Eishockeyspieler
- Lemieux, Rich (* 1951), kanadischer Eishockeyspieler
- Lemieux, Rodolphe (1866–1937), Politiker der Liberalen Partei Kanadas
- Lemina, Mario (* 1993), gabunisch-französischer Fußballspieler
- Leminski, Paulo (1944–1989), brasilianischer Schriftsteller
- Lemire, Jean-Baptiste (1867–1945), französischer Komponist
- Lemire, Jeff (* 1976), kanadischer Comicautor
- Lemire, Noël (1724–1801), französischer Kupferstecher
- Lemire, Vincent (* 1973), französischer Historiker
- Lemirre, Louis-Henri (1929–2000), französischer Bogenschütze
- Lemisch, Arthur (1865–1953), österreichischer Politiker
- Lemisch, Josef (1862–1918), österreichischer Rechtsanwalt und Politiker
- Lemiszewski, Marcin (* 1974), polnischer Musiker und Musikpädagoge
- Lemitre, Alexa (* 1998), französische Mittelstreckenläuferin

### Lemk
- Lemke, Anja (* 1969), deutsche Literaturwissenschaftlerin
- Lemke, Anthony, kanadischer SchauspielerAnthony Lemke

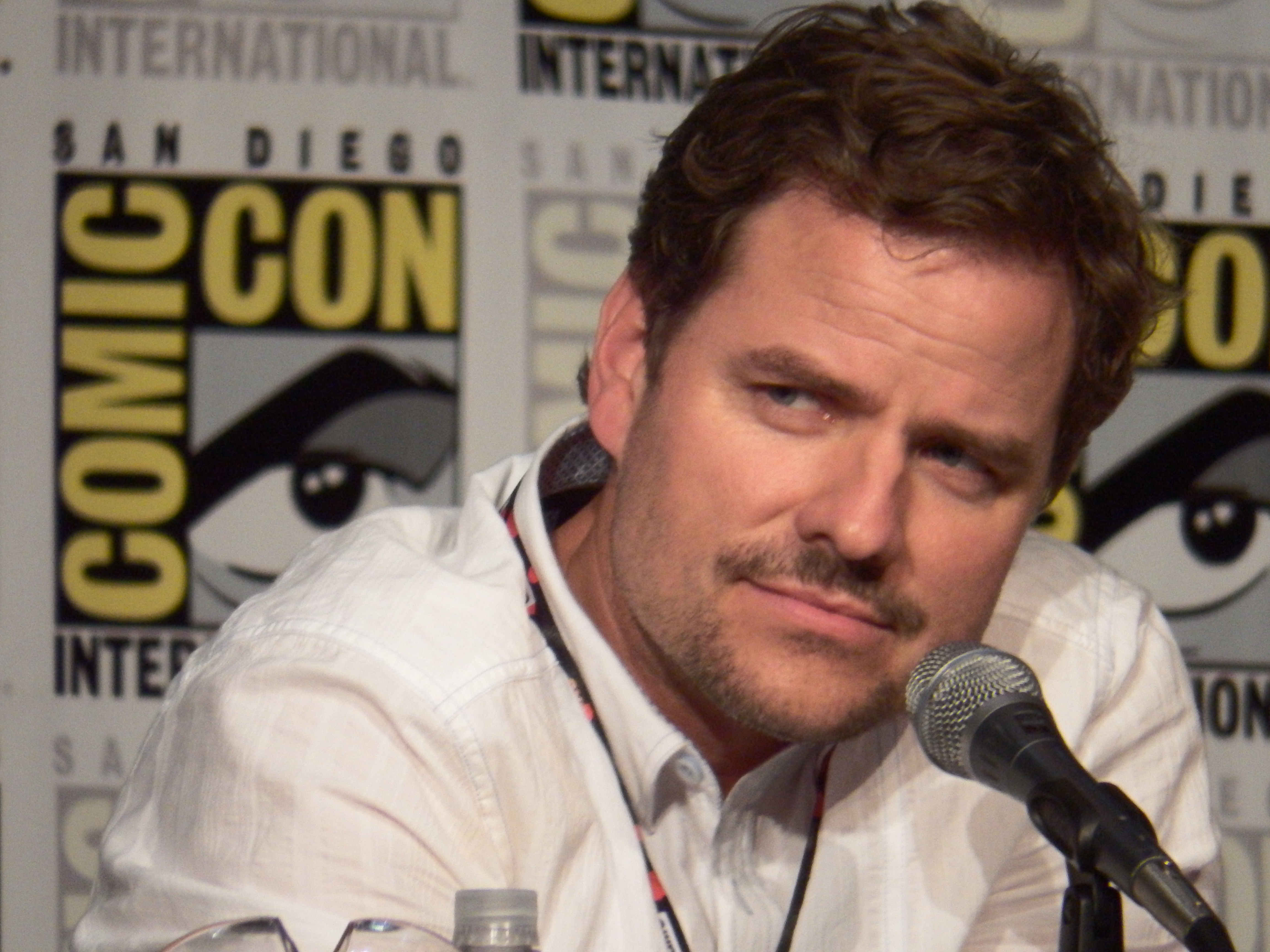
Anthony Lemke

- Lemke, Benno (1958–2010), deutscher Politiker (Die Linke), MdL
- Lemke, Bernd (* 1965), deutscher Militärhistoriker
- Lemke, Birsel (* 1950), türkische Umweltschützerin
- Lemke, Carlton E. (1920–2004), US-amerikanischer Mathematiker
- Lemke, Christiane (* 1951), deutsche Politikwissenschaftlerin, Landtagsdirektorin und Hochschullehrerin
- Lemke, Christopher (* 1995), deutscher Fußballspieler
- Lemke, Dennis (* 1989), deutscher Fußballspieler
- Lemke, Dieter (1956–2015), deutscher Fußballspieler und -trainer
- Lemke, Dietrich (* 1943), deutscher Pädagoge und Hochschullehrer
- Lemke, Dittmar (* 1964), deutscher Politiker (CDU), MdHB
- Lemke, Elisabeth (1849–1925), deutsche Volkskundlerin
- Lemke, Emily (* 2005), deutsche Fußballspielerin
- Lemke, Erik (* 1983), deutscher Filmemacher
- Lemke, Eva-Maria (* 1948), deutsche Politikerin (SPD), MdBB, Bremer Senatorin
- Lemke, Eva-Maria (* 1982), deutsche Journalistin und FernsehmoderatorinEva-Maria Lemke (* 1982)

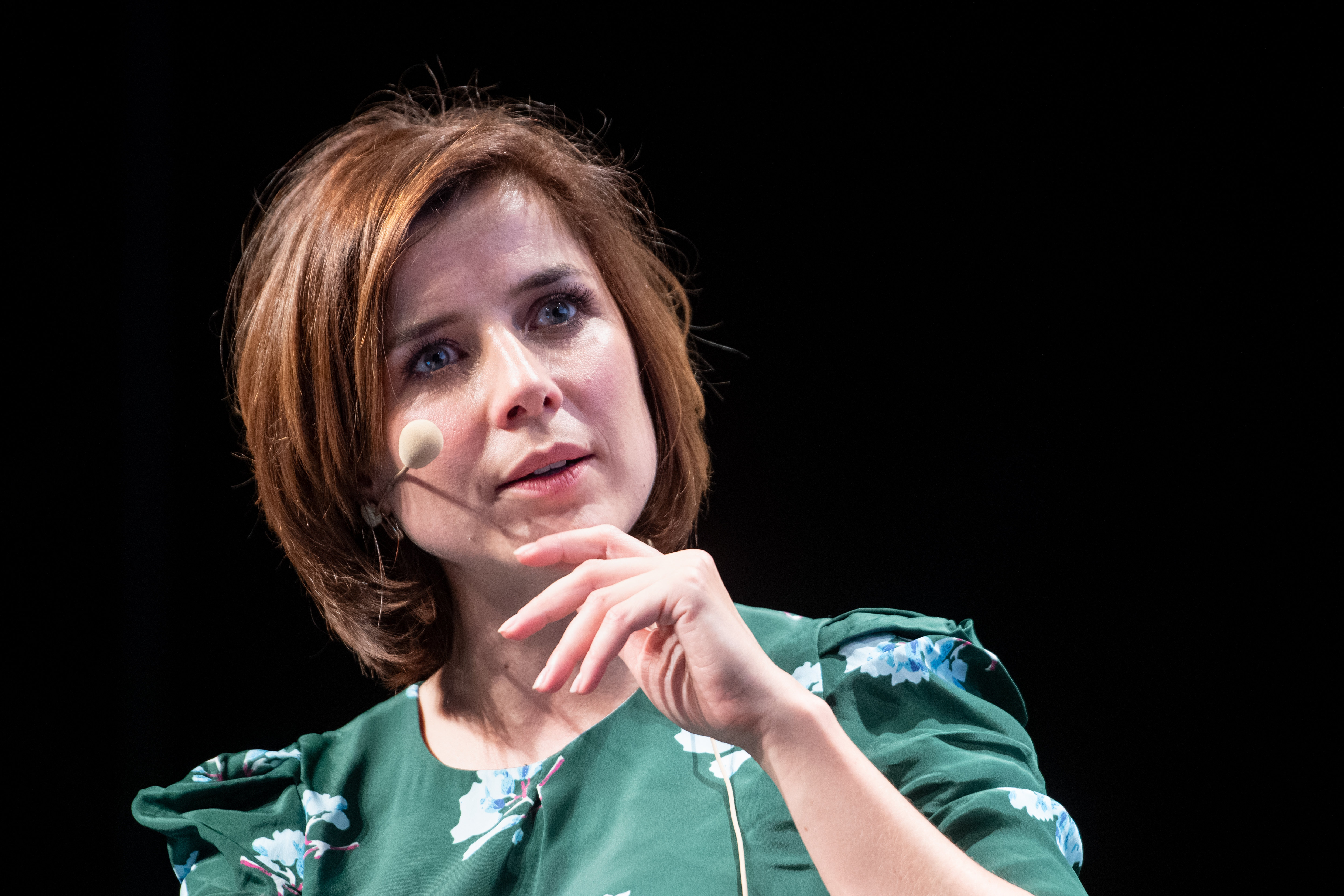
Eva-Maria Lemke (* 1982)

- Lemke, Eveline (* 1964), deutsche Politikerin (Bündnis 90/Die Grünen), MdL
- Lemke, Finn (* 1992), deutscher Handballspieler
- Lemke, Franz (1862–1925), deutscher Ingenieur und Konteradmiral (Ing.) der Reichsmarine
- Lemke, Grit (* 1965), deutsche Autorin, Regisseurin und Kuratorin
- Lemke, Gustav (* 1897), deutscher Landrat
- Lemke, Hanna (* 1981), deutsche Schriftstellerin
- Lemke, Harald (* 1956), deutscher Staatssekretär im hessischen Innenministerium
- Lemke, Harald (* 1965), deutscher Philosoph und Kulturwissenschaftler
- Lemke, Heinrich (1799–1882), US-amerikanischer römisch-katholischer Priester
- Lemke, Helmut (1907–1990), deutscher Politiker (NSDAP, CDU), MdL und Ministerpräsident von Schleswig-Holstein
- Lemke, Helmut (* 1953), deutscher Klangkünstler und Improvisationsmusiker
- Lemke, Hilmar (1940–2020), deutscher Biologe und Immunologe
- Lemke, Horst (1922–1985), deutscher Buchillustrator
- Lemke, James (* 1988), australischer Tennisspieler
- Lemke, Jan Malte (* 1999), Schweizer Unihockeyspieler
- Lemke, Jari (* 1997), deutscher Handballspieler und -trainer
- Lemke, Joachim (1942–2001), deutscher Pantomime, Regisseur und Schauspiel-Dozent
- Lemke, Johann Philipp († 1711), deutscher Maler
- Lemke, Johannes (* 1966), deutscher Jazzsaxophonist
- Lemke, Jürgen (* 1943), deutscher Diplom-Ökonom, Psychotherapeut und Autor
- Lemke, Karl (1924–2016), deutscher Bildhauer
- Lemke, Kathrin (1971–2016), deutsche Jazzmusikerin und Musikpädagogin
- Lemke, Klaus (1936–2017), deutscher Gebrauchsgrafiker
- Lemke, Klaus (1940–2022), deutscher Filmregisseur und Drehbuchautor
- Lemke, Kurt (1914–1996), deutscher Politiker (SED), stellv. Minister für Handel und Versorgung der DDR
- Lemke, Leslie (* 1952), US-amerikanischer Musiker und Komponist
- Lemke, Lew Isaakowitsch (1931–1996), sowjetisch-russischer Theater- und Kinoschauspieler
- Lemke, Lotte (1903–1988), deutsche Fürsorgerin
- Lemke, Marco (* 1977), österreichischer Komponist
- Lemke, Markus (* 1965), deutscher Übersetzer aus dem Hebräischen
- Lemke, Martin (* 1990), deutscher Islamist
- Lemke, Matthias (* 1978), deutscher PolitikwissenschaftlerMatthias Lemke (* 1978)

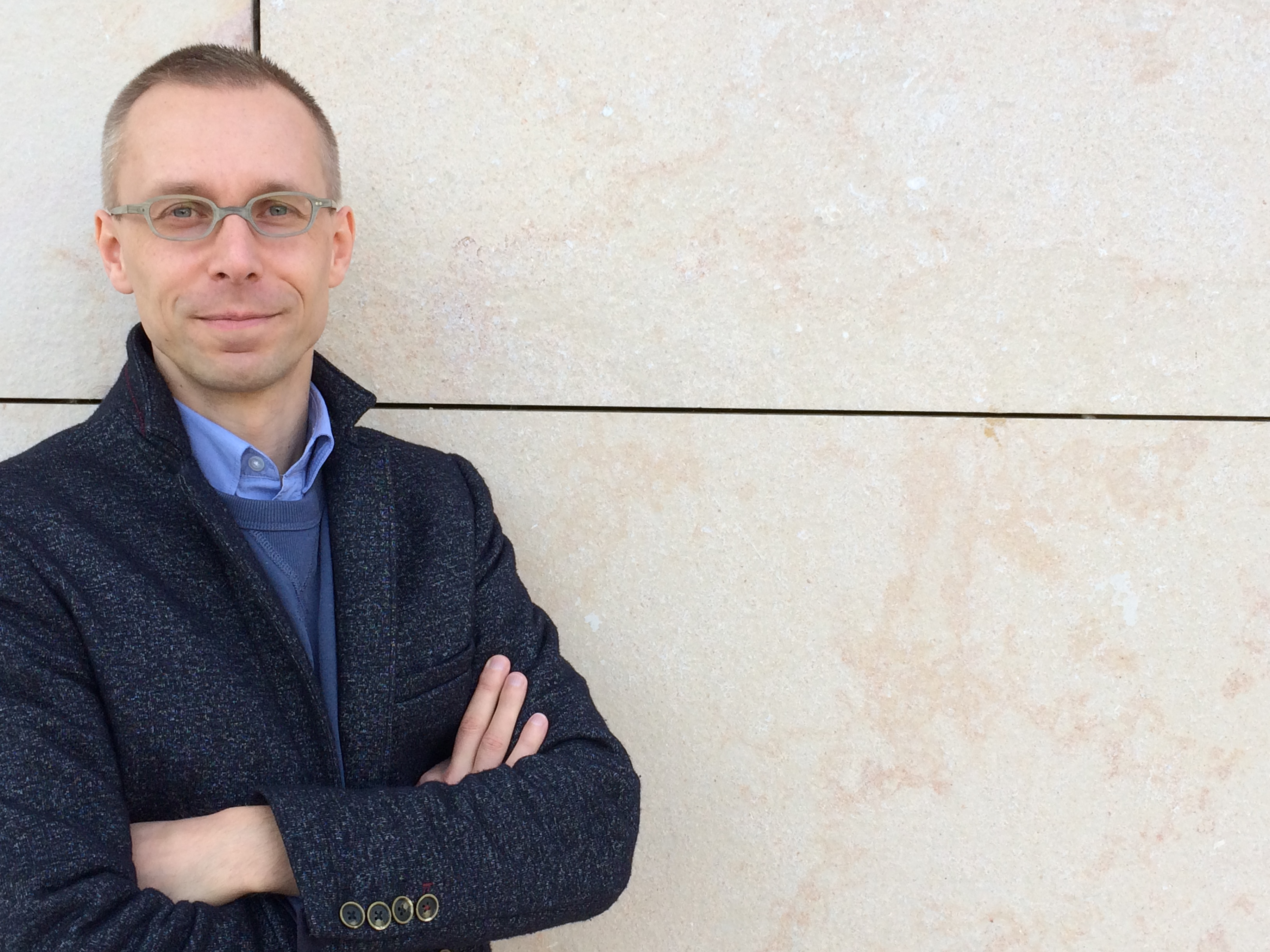
Matthias Lemke (* 1978)

- Lemke, Matthias R (* 1958), deutscher Mediziner, Psychiater und Psychotherapeut
- Lemke, Max (1895–1985), deutscher Offizier, zuletzt Generalmajor im Zweiten Weltkrieg
- Lemke, Max (* 1996), deutscher Kanute
- Lemke, Otto (1877–1945), deutscher Architekt und kommunaler Baubeamter
- Lemke, Paul (1917–1980), deutscher Tischtennisspieler und Unternehmer
- Lemke, Reiner (* 1949), deutscher Jurist
- Lemke, Rudolf (1906–1945), deutscher Opernsänger (Tenor)
- Lemke, Rudolf (1906–1957), deutscher Psychiater, Neurologe und Hochschullehrer
- Lemke, Siegfried (* 1939), deutscher Tischtennisspieler
- Lemke, Sieglinde (* 1962), deutsche Amerikanistin
- Lemke, Sonja (* 1991), deutsche Politikerin (Die Linke), MdB
- Lemke, Steffi (* 1968), deutsche Politikerin (Bündnis 90/Die Grünen), MdBSteffi Lemke (* 1968)

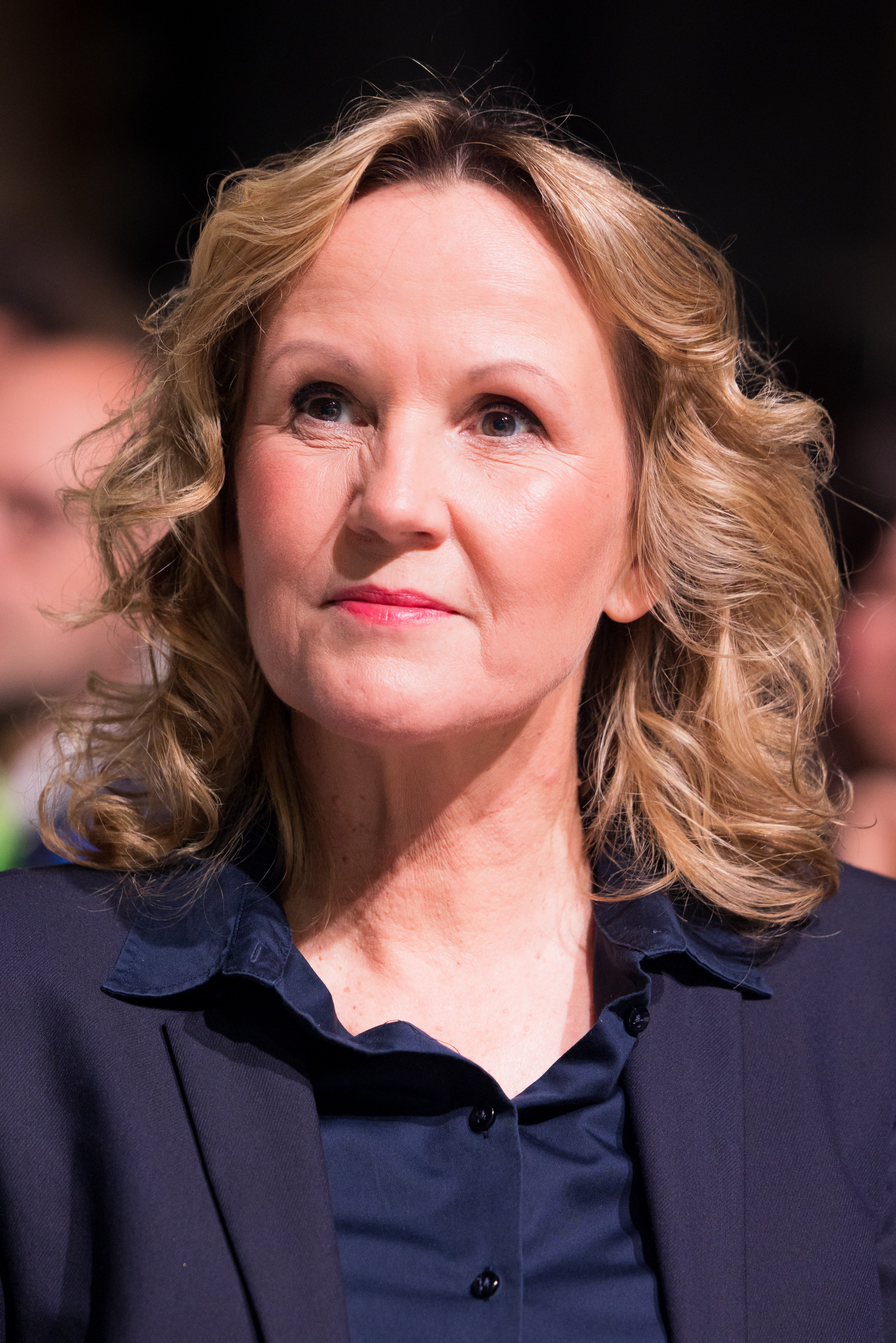
Steffi Lemke (* 1968)

- Lemke, Talisa Lilli (* 1996), deutsche Wasserspringerin und Schauspielerin
- Lemke, Thomas (* 1963), deutscher Soziologe
- Lemke, Thomas (* 1969), deutscher rechtsextremer Serienmörder
- Lemke, Tom (1960–2017), deutscher Fotograf
- Lemke, Volker (* 1942), deutscher Rechtsanwalt und Politiker (CDU), MdL
- Lemke, Walter (1932–2018), deutscher Sportjournalist und Autor
- Lemke, Werner (1914–1986), deutscher Germanist, Philosoph und Pädagoge
- Lemke, Wilhelm (1873–1953), deutscher Militärmusiker, Komponist, Musikpädagoge und Musikkritiker
- Lemke, Wilhelm (* 1884), deutscher Kunstturner
- Lemke, Willi (1946–2024), deutscher Politiker (SPD) und Fußball-Funktionär
- Lemke, William (1878–1950), US-amerikanischer Politiker
- Lemke, Wolf († 2018), deutscher Segelflugzeugkonstrukteur
- Lemke-Kokkelink, Monika (* 1954), deutsche Architektin und Autorin
- Lemke-Matwey, Christine, deutsche Journalistin, Kolumnistin und Radiomoderatorin
- Lemken, Karlheinz (* 1941), deutscher Schauspieler
- Lemkin, Raphael (1900–1959), polnischer Jurist und FriedensforscherRaphael Lemkin (1900–1959)

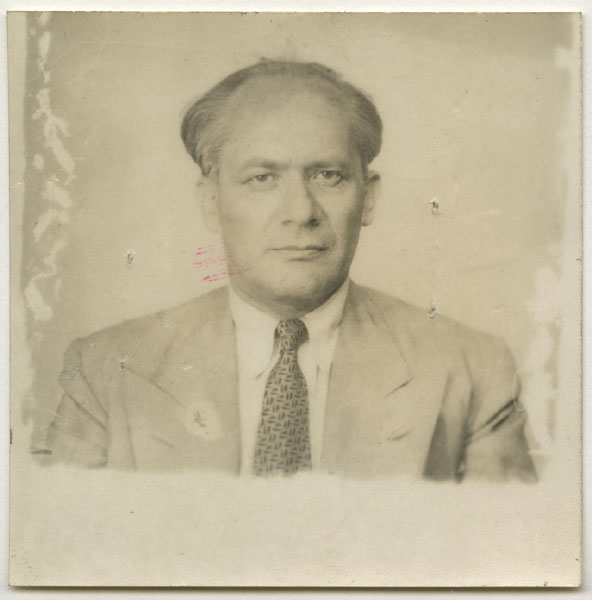
Raphael Lemkin (1900–1959)

- Lemkin, Stav (* 2003), israelisch-spanisch-griechischer Fußballspieler
- Lemkow, Tutte (1918–1991), norwegischer Schauspieler und Choreograf
- Lemkuhl, Ferdinand (* 1823), Ingenieur und Architekt

### Leml
- Lemle, Henrique (1909–1978), deutsch-brasilianischer liberaler Rabbiner
- Lemlein, Ascher, angeblicher Vorbote des jüdischen Messias
- Lemley, Jack (1935–2021), US-amerikanischer Bauingenieur und Manager
- Lemley, Jim (* 1965), US-amerikanischer Filmproduzent
- Lemlich, Clara (1886–1982), US-amerikanische Gewerkschafterin und Kommunistin
- Lemlin, Lorenz, deutscher Komponist und Kapellmeister der Renaissance
- Lemling, Bernhard (1904–1961), deutscher Dichter, Chorleiter und Dirigent
- Lemling, Joseph (1825–1894), deutscher Fotograf und Pionier der Fototechnik

### Lemm
- Lemm, Alfred (1889–1918), deutscher expressionistischer Erzähler, Pazifist und Essayist
- Lemm, Aurelio (* 1988), Schweizer Eishockeyspieler
- Lemm, Birgit von (* 1953), deutsche Malerin
- Lemm, Christiane (* 1953), deutsche Schauspielerin
- Lemm, Daniel von (1845–1924), deutsch-baltischer evangelisch-lutherischer Geistlicher, Generalsuperintendent für das Gouvernement Estland (1894–1918)
- Lemm, Georg (1867–1940), deutscher Landschaftsmaler und Grafiker
- Lemm, Gordon (* 1977), deutscher Politiker (SPD), Bezirksbürgermeister
- Lemm, Heinz-Georg (1919–1994), deutscher OffizierHeinz-Georg Lemm (1919–1994)

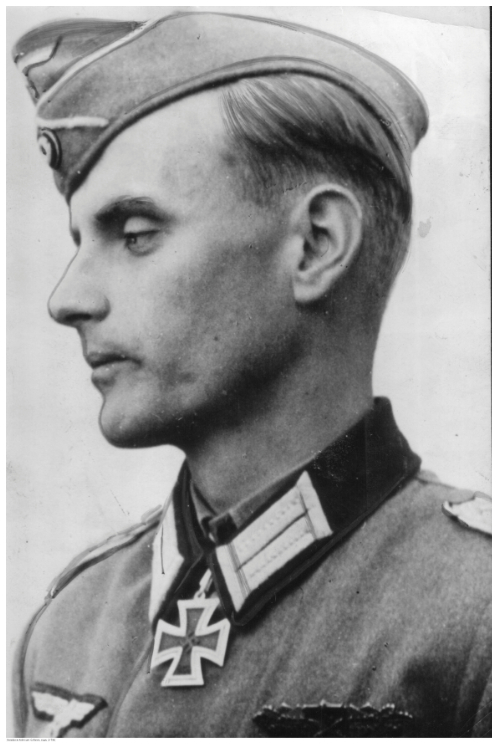
Heinz-Georg Lemm (1919–1994)

- Lemm, Otto (1867–1920), deutscher Unternehmer
- Lemm, Otto (1895–1944), deutscher Kommunist und Widerstandskämpfer
- Lemm, Philippe (* 1985), niederländischer Jazzmusiker (Schlagzeug)
- Lemm, Romano (* 1984), Schweizer Eishockeyspieler
- Lemm, Ute (* 1974), deutsche Opern- und Theaterintendantin
- Lemm, Wilhelm (* 1895), deutscher Kommunalpolitiker (NSDAP)
- Lemm, Willi (1905–1973), deutscher Maler und Grafiker
- Lemma, Daniel (* 1970), schwedischer Musiker und Komponist
- Lemma, Sisay (* 1990), äthiopischer Marathonläufer
- Lemme, Armin (1955–2021), deutscher Leichtathlet
- Lemme, Betta (* 1993), kanadisch-amerikanische Sängerin, Komponistin und Produzentin
- Lemme, Frank (* 1962), deutscher Handballschiedsrichter
- Lemme, Friedrich Carl Wilhelm (1746–1815), deutscher Klavierbauer und Organist
- Lemme, Hans-Georg (1953–1974), deutscher Flüchtling, Todesopfer an der innerdeutschen Grenze
- Lemme, Hermann (1903–1989), deutscher Pädagoge und Heimatforscher
- Lemme, Johann Josua (1756–1824), Politiker Freie Stadt Frankfurt
- Lemmé, Johann Ludwig (1762–1829), Politiker Freie Stadt Frankfurt
- Lemme, Kathrin, deutsche Filmproduzentin
- Lemme, Lambert († 1610), deutscher Abt des Benediktinerklosters Liesborn
- Lemme, Ludwig (1847–1927), deutscher evangelischer Theologe und Hochschullehrer in Heidelberg
- Lemmé, Maria (1880–1943), Malerin
- Lemme, Steffen-Claudio (* 1965), deutscher Politiker (SPD), MdB
- Lemme, Steve (* 1968), US-amerikanischer Schauspieler, Drehbuchautor, Produzent und Mitglied der Comedy-Gruppe Broken LizardSteve Lemme (* 1968)

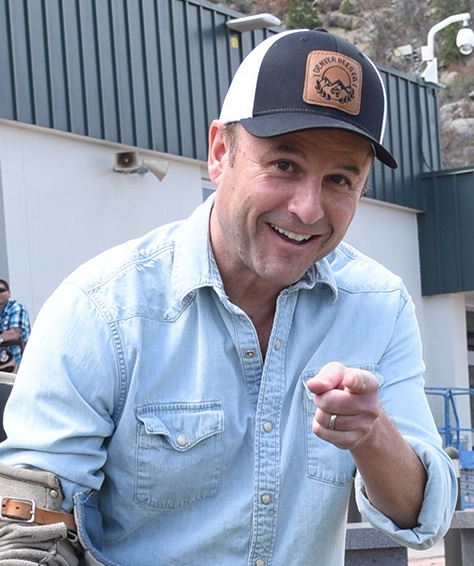
Steve Lemme (* 1968)

- Lemme, Udo (* 1941), deutscher Geheimdienstler, Leiter der Rechtsabteilung des Ministeriums für Staatssicherheit
- Lemmeke, Ole (* 1959), dänischer Schauspieler
- Lemmel, Gerhard (1902–1987), deutscher Internist in Thorn und Bremervörde, Hochschullehrer in Königsberg
- Lemmel, Hans (1889–1975), deutscher Forstwissenschaftler
- Lemmel, Hans-Peter (* 1939), deutscher Jurist, Richter am Bundesverwaltungsgericht a. D.
- Lemmel, Herbert (1911–1990), deutscher Jurist und Genealoge
- Lemmel, Ute (* 1960), deutsche Handballtrainerin
- Lemmen, Bart (* 1995), niederländischer RadrennfahrerBart Lemmen (* 1995)

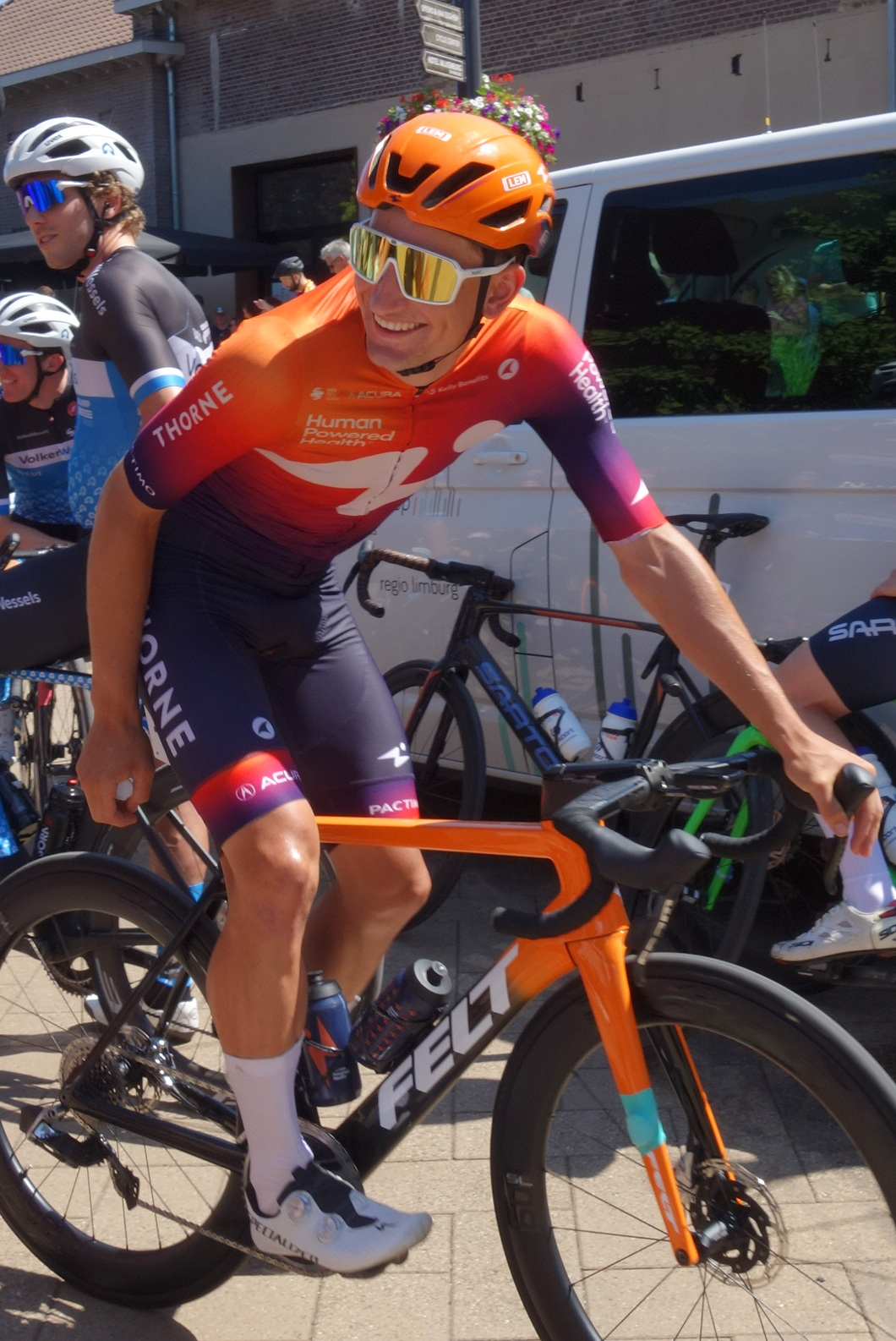
Bart Lemmen (* 1995)

- Lemmen, Georges (1865–1916), belgischer Maler
- Lemmen, Thomas (* 1962), deutscher römisch-katholischer Theologe
- Lemmenmeier, Anna (* 1984), Schweizer Journalistin
- Lemmens, Elke (* 1994), belgische Tennisspielerin
- Lemmens, Erwin (* 1976), belgischer Fußballspieler und Fußballtorwarttrainer
- Lemmens, Franz (1906–1979), deutscher Notar und Politiker (CDU)
- Lemmens, Jacques-Nicolas (1823–1881), belgischer Organist und Komponist
- Lemmens, Jean-Antoine-Mathias (1912–1945), belgischer römisch-katholischer Geistlicher und Märtyrer
- Lemmens, Léon (1954–2017), belgischer Geistlicher, römisch-katholischer Bischof
- Lemmens, Leonhard (1864–1929), Franziskaner, Kirchenhistoriker
- Lemmens, Nathalie (* 1995), belgische Volleyballspielerin
- Lemmens, Paul (* 1954), belgischer Jurist und Richter am Europäischen Gerichtshof für Menschenrechte
- Lemmens, Silke (* 1999), Schweizer Sprinterin
- Lemmens, Steve (1972–2016), belgischer Snookerspieler und -trainer
- Lemmer, Albert (1846–1922), deutscher Ingenieur und VDI-Vorsitzender
- Lemmer, Alena (* 1997), deutsche Tischtennisspielerin
- Lemmer, August (1862–1933), deutscher Maler
- Lemmer, Björn (* 1942), deutscher Pharmakologe
- Lemmer, Ernst (1898–1970), deutscher Politiker (DDP, DStP, CDU), MdR, MdAErnst Lemmer (1898–1970)

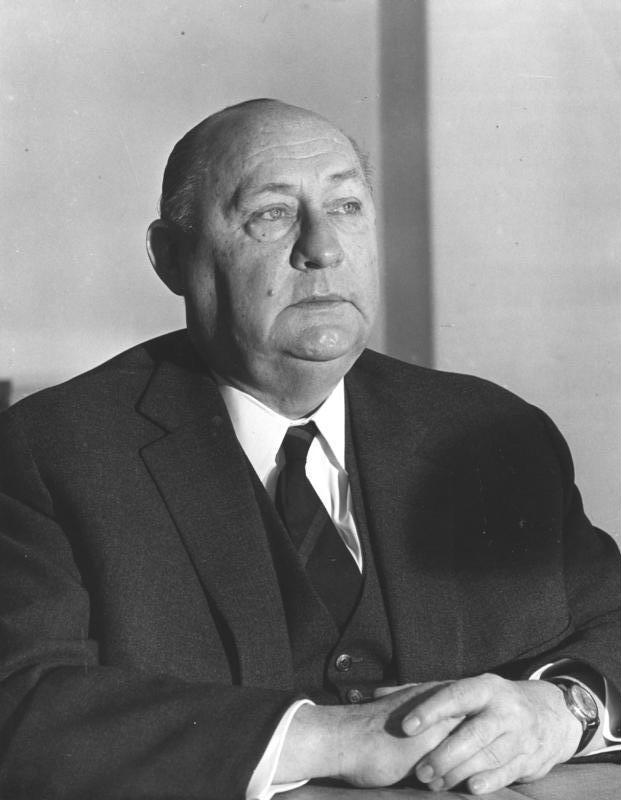
Ernst Lemmer (1898–1970)

- Lemmer, Gerd Ludwig (1925–2016), deutscher Politiker (CDU), MdL, MdEP
- Lemmer, Hellmut (* 1947), deutscher Schriftsteller, Rezitator und Herausgeber
- Lemmer, Henning (1931–2020), deutscher Politiker (CDU), MdA
- Lemmer, Jakob (* 2000), deutscher Fußballspieler
- Lemmer, Ludwig (1891–1983), deutscher Architekt, erster Senatsbaudirektor von Berlin
- Lemmer, Manfred (1928–2009), deutscher Altgermanist
- Lemmer, Ruth (* 1955), deutsche Journalistin und Publizistin
- Lemmer, Thomas (* 1977), deutscher Keyboarder, Pianist, Musikproduzent und Komponist
- Lemmer, Torsten (* 1970), deutscher Autor, Politiker (FDP, REP, FWG), Verleger und Musiker
- Lemmer, Ulrich (* 1964), deutscher Elektrotechniker
- Lemmerer, Freddy (* 1970), österreichischer Kraftsportler
- Lemmerer, Günther (1943–2010), österreichischer Trainer und Sportfunktionär
- Lemmerer, Harald (* 1991), österreichischer Nordischer Kombinierer
- Lemmerer, Jürgen (* 1977), österreichischer Fußballspieler
- Lemmerer, Jürgen (* 2003), österreichischer Fußballspieler
- Lemmerhirt, Elisabeth (1644–1694), Mutter von Johann Sebastian Bach
- Lemmerich, Jost (1929–2018), deutscher Physiker, Wissenschaftshistoriker und Autor
- Lemmermann, Birgit (* 1962), deutsche Gymnasiallehrerin, Autorin (Plattdeutsch) und Übersetzerin
- Lemmermann, Ernst (1867–1915), deutscher Botaniker und Phykologe
- Lemmermann, Heinz (1930–2007), deutscher Komponist, Musikpädagoge und Hochschullehrer
- Lemmermann, Inge (* 1938), deutsche Politikerin (SPD), MdL Niedersachsen
- Lemmermann, Otto (1869–1953), deutscher Agrikulturchemiker
- Lemmermayer, Fritz (1857–1932), österreichischer Schriftsteller und Journalist
- Lemmermeyer, Franz (* 1962), deutscher Mathematiker, Mathematikhistoriker und MathematiklehrerFranz Lemmermeyer (* 1962)

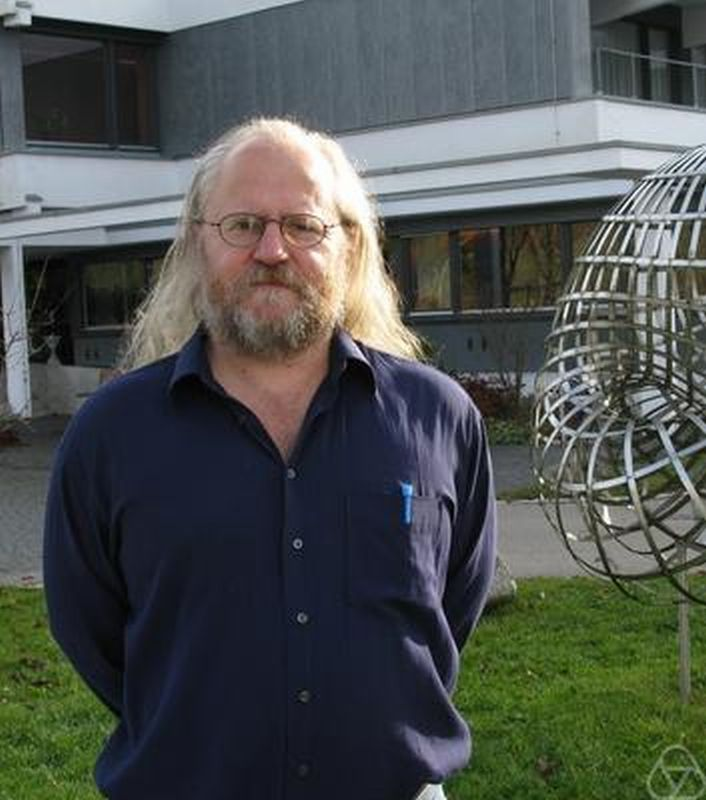
Franz Lemmermeyer (* 1962)

- Lemmers-Danforth, Irmgard von (1892–1984), deutsche Sammlerin historischer Einrichtungsgegenstände
- Lemmertz, Júlia (* 1963), brasilianische Schauspielerin und Filmproduzentin
- Lemmerz, Johann (1878–1952), deutscher Konstrukteur und Unternehmer
- Lemmerz, Paul (1907–1977), deutscher Unternehmer
- Lemmerz, Petra (* 1957), deutsche bildende Künstlerin
- Lemmi, André (* 1990), brasilianischer Biathlet
- Lemmik, Heino (1931–1983), estnischer Komponist
- Lemming, Charles (* 1966), deutscher Schauspieler
- Lemming, Eric (1880–1930), schwedischer Leichtathlet und Tauzieher
- Lemmlein, Georgii Glebowitsch (1901–1962), russischer Mineraloge und Kristallograf
- Lemmnitz, Alfred (1905–1994), deutscher Minister für Volksbildung (DDR)
- Lemmo, Lucio (* 1946), italienischer römisch-katholischer Geistlicher, Weihbischof in Neapel
- Lemmon, Chris (* 1954), US-amerikanischer SchauspielerChris Lemmon (* 1954)
- Lemmon, Dan, Filmtechniker

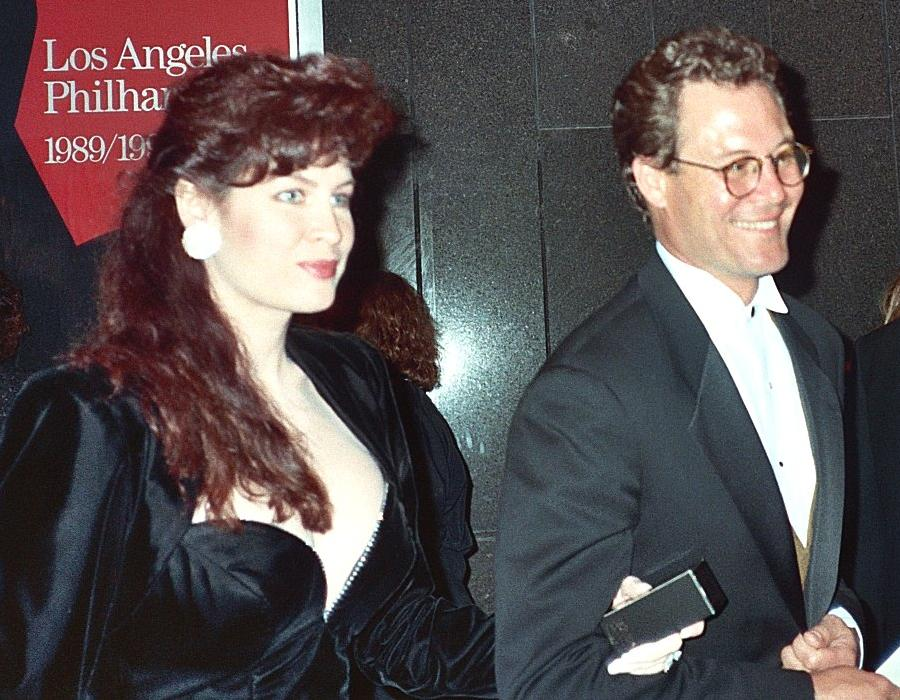
Chris Lemmon (* 1954)

- Lemmon, Don (1968–2006), US-amerikanischer Ernährungsberater und Buchautor
- Lemmon, Jack (1925–2001), US-amerikanischer Schauspieler
- Lemmon, Robert Stell (1885–1964), US-amerikanischer Sachbuchautor
- Lemmon, Sara Plummer (1836–1923), US-amerikanische Botanikerin und Malerin botanischer Illustrationen
- Lemmoné, John (1861–1949), australischer Flötist, Komponist und Musikmanager
- Lemmons, Kasi (* 1961), US-amerikanische Schauspielerin, Regisseurin und Drehbuchautorin
- Lemmons, Russel (* 1962), US-amerikanischer Historiker
- Lemmrich, Karl Heinz (1926–2018), deutscher Ingenieur und Politiker (CSU), MdB

### Lemn
- Lemnitz, Franz (1890–1963), deutscher Radrennfahrer
- Lemnitz, Karl (1887–1935), deutscher Kommunist
- Lemnitz, Paul (1892–1974), Geodät, Oberregierungsrat beim RP Arnsberg und kommissarischer Oberkreisdirektor des Kreises Wittgenstein
- Lemnitz, Regina (* 1946), deutsche Theaterschauspielerin, Schauspielerin, Sängerin, Synchron- und HörspielsprecherinRegina Lemnitz (* 1946)

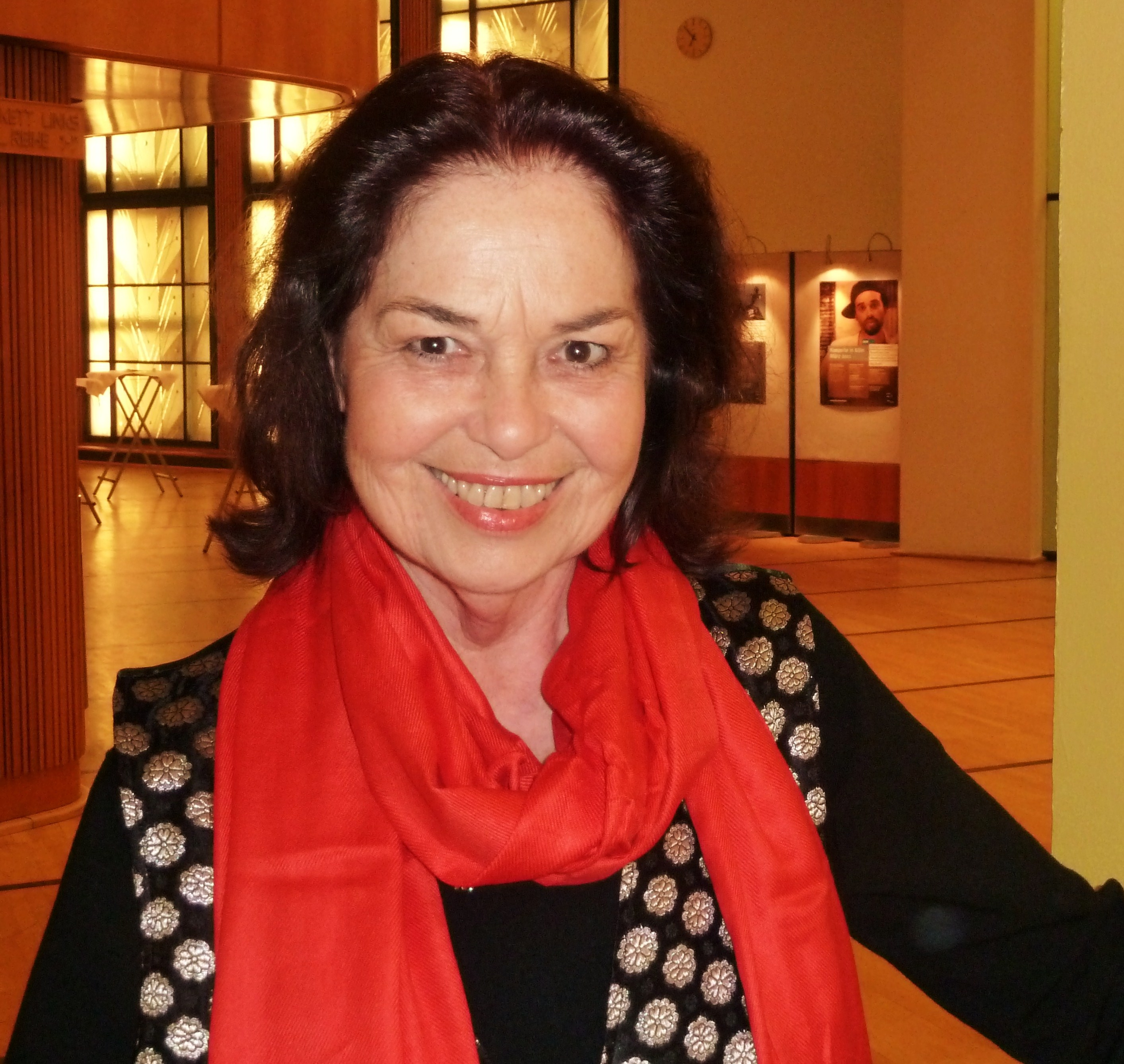
Regina Lemnitz (* 1946)

- Lemnitz, Tiana (1897–1994), deutsche Opernsängerin (Sopran) und Gesangspädagogin
- Lemnitzer, Hans-Joachim (* 1931), deutscher Außenhandelsfunktionär und DDR-Diplomat
- Lemnitzer, Lyman L. (1899–1988), US-amerikanischer General, 21. Chief of Staff of the Army
- Lemnius, Levinus (1505–1568), niederländischer Mediziner und Autor
- Lemnius, Simon († 1550), Schweizer Humanist und neulateinischer Dichter

### Lemo
- Lemo (* 1985), österreichischer Musiker
- Lemoigne, Raymond (1920–2000), französischer Kameramann
- Lemoine, Antoine (1888–1958), französischer Verwaltungsjurist, Präfekt und Staatssekretär in der Vichy-Regierung
- Lemoine, Bertrand (* 1951), französischer Architekt, Ingenieur und Publizist
- Lemoine, Claude (* 1932), französischer Schachspieler und Journalist
- Lemoine, Cyril (* 1983), französischer Radrennfahrer
- Lemoine, David (* 1957), US-amerikanischer Anwalt und Politiker
- Lemoine, Émile (1840–1912), französischer Mathematiker und Ingenieur
- Lemoine, Fabien (* 1987), französischer Fußballspieler
- Lemoine, Frédéric (* 1965), französischer Manager
- Lemoine, Gabriel (* 2001), belgischer Fußballspieler
- Lemoine, Georges (1934–2025), französischer Politiker
- Lemoine, Henri (1909–1991), französischer Radrennfahrer
- Lemoine, Henry (1786–1854), französischer Musikverleger, Musikpädagoge und Komponist
- Lemoine, Jean (1250–1313), französischer Kardinal
- Lemoine, Jean-Philippe (* 1964), französischer Eishockeyspieler
- Lemoine, Louis (1754–1842), französischer Divisionsgeneral
- Lemoine, Marie-Victoire (1754–1820), französische Malerin des Klassizismus
- Lemoine, Michel (1922–2013), französischer Schauspieler und Filmregisseur
- Lemoine, Quirine (* 1991), niederländische Tennisspielerin
- Lemoine, Reiner (1949–2006), deutscher Unternehmer
- Lemoine, René (1905–1995), französischer Fechter
- Lemoine, Rodolphe (1871–1946), französischer Nachrichtendienstler
- Lemoine, Victor (1823–1911), französischer Pflanzenzüchter
- Lemoinne, John (1815–1892), französischer Publizist
- Lemoisne, Paul-André (1875–1964), französischer Bibliothekar und Kunsthistoriker
- Lemon, Bob (1920–2000), US-amerikanischer Baseballspieler und -trainer
- Lemon, Brian (1937–2014), britischer Jazzmusiker
- Lemon, Don (* 1966), amerikanischer Fernsehjournalist
- Lemon, Genevieve (* 1960), australische Schauspielerin und Sängerin
- Lemon, Laura (1866–1924), kanadische Komponistin und Pianistin
- Lemon, Mark (1809–1870), englischer Journalist und Gründer der Zeitschrift Punch
- LeMond, Greg (* 1961), US-amerikanischer RadrennfahrerGreg LeMond (* 1961)

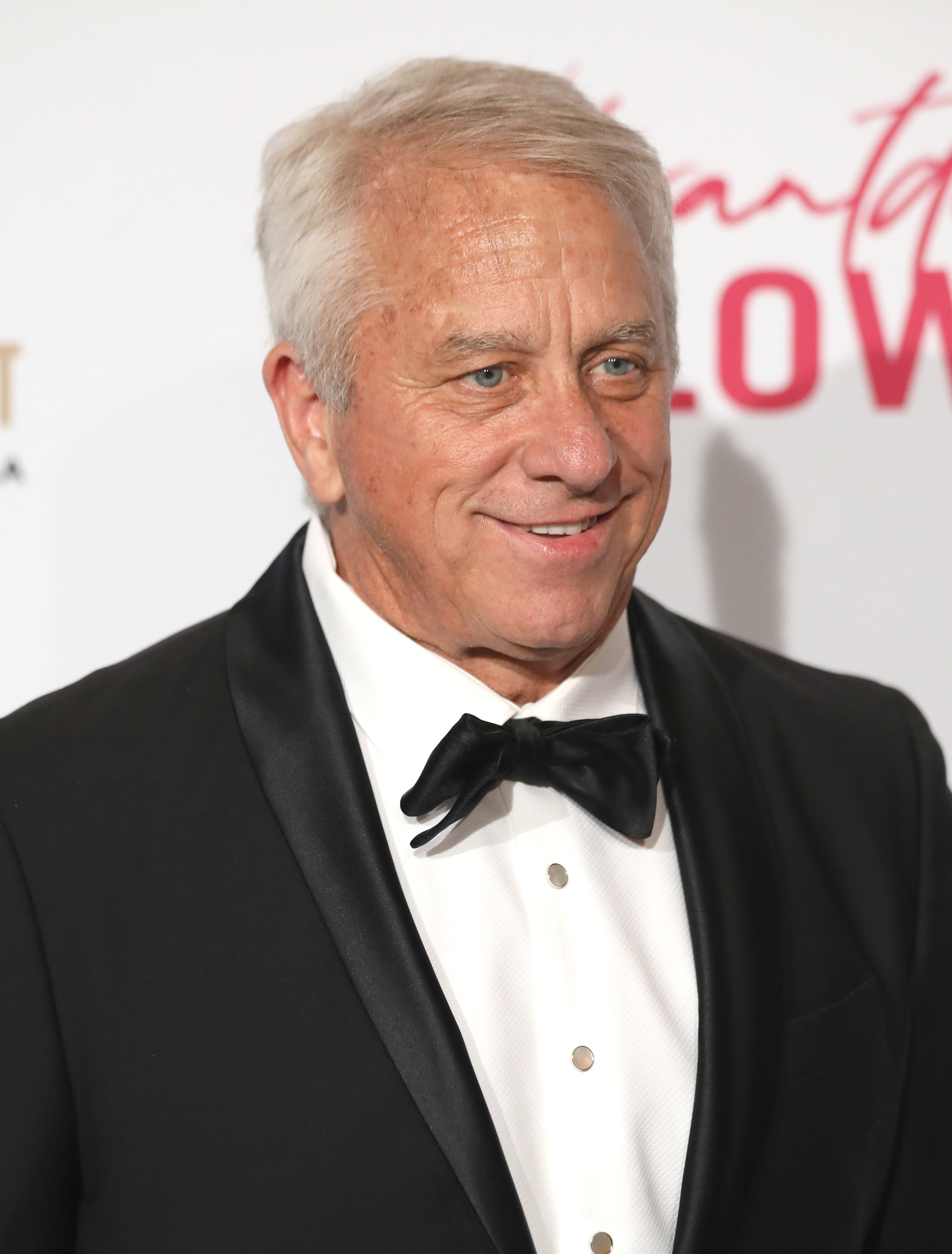
Greg LeMond (* 1961)

- Lemongo Nkoulou, Frederick (* 2004), kamerunische Diskuswerferin
- Lemonis, Marcus (* 1973), US-amerikanischer Geschäftsmann, Investor, Fernsehpersönlichkeit und Philanthrop
- Lemonne, Nicolas (* 1976), französischer Handballspieler
- Lemonnier, Alexandre-Gabriel (1808–1884), französischer Juwelier
- Lemonnier, Camille (1844–1913), belgischer Erzähler des Naturalismus
- Lemonnier, Charles (1806–1891), französischer Manager, Publizist und früher Vertreter der Friedensbewegung
- Lemonnier, Émile (1893–1945), französischer Offizier der Kolonialtruppen
- Lemonnier, Pierre Charles (1715–1799), französischer Astronom
- Lemont, John (1914–2004), kanadischer Filmregisseur, Drehbuchautor und Filmproduzent
- Lémontey, Pierre-Édouard (1762–1826), französischer Schriftsteller
- Lemorton, Catherine (* 1961), französische Politikerin, Mitglied der Nationalversammlung
- Lemos Martins, Veneranda (* 1968), osttimoresische Politikerin
- Lemos Montanet, José Leonardo (* 1953), spanischer Geistlicher, römisch-katholischer Bischof von Orense
- Lemos Telo de Meneses, Caetano de (1739–1795), portugiesischer Gouverneur von Portugiesisch-Timor
- Lemos Tozzi, Marco Antônio (1973–2011), brasilianischer Fußballspieler
- Lemos, Ana Cláudia (* 1988), brasilianische Sprinterin
- Lemos, Anabela (* 1953), mosambikanische Umweltschützerin und Bürgerrechtlerin
- Lemos, Carlos (* 1988), kolumbianischer Leichtathlet
- Lemos, Daniel (* 1990), brasilianischer Fußballspieler
- Lemos, Domingos Lopes (* 1975), osttimoresischer Politiker
- Lemos, Eugenio, osttimoresischer Musiker und Aktivist
- Lemos, Fernando (1926–2019), portugiesisch-brasilianischer Maler, Grafiker und Bildhauer
- Lemos, Francisco (* 1939), portugiesischer Badmintonspieler
- Lemos, Gaspar de, portugiesischer Seefahrer und Entdecker
- Lemos, Joaquín (* 1994), uruguayischer Fußballspieler
- Lemos, José Andrade de (* 1972), angolanischer Diplomat
- Lemos, José António de Azevedo (1786–1870), portugiesischer General
- Lemos, José Gregorio (* 1991), kolumbianischer Leichtathlet
- Lemos, Kalliopi (* 1951), griechische Bildhauerin, Malerin und Installationskünstlerin
- Lemos, Lola (1913–2009), spanische Schauspielerin
- Lemos, Mauricio (* 1995), uruguayischer Fußballspieler
- Lemos, Óscar de (1906–1954), portugiesischer Schauspieler
- Lemos, Pablo (* 1993), uruguayischer Fußballspieler
- Lemos, Richie (1920–2004), US-amerikanischer Boxer mexikanischer Herkunft
- Lemos, Rodrigo (* 1973), uruguayischer Fußballspieler
- Lemos, Sandra (* 1989), kolumbianische Kugelstoßerin
- Lemos, Yubert (* 1962), uruguayischer Fußballspieler
- Lemot, Achille (1846–1909), französischer Karikaturist
- Lemot, François-Frédéric (1772–1827), französischer Bildhauer
- Lemouchi, Farida, niederländische Hard-Rock-Sängerin
- Lemoyne, André (1822–1907), französischer Jurist und Dichter
- Lemoyne, François (1688–1737), französischer Maler des Rokoko
- Lemoyne, Jean-Baptiste (1751–1796), französischer Komponist

### Lemp
- Lemp, Fritz-Julius (1913–1941), deutscher Marineoffizier und U-Bootkommandant im Zweiten Weltkrieg
- Lemp, Hans (1928–2014), deutscher Politiker (SPD), MdB, MdEP
- Lemp, Heinrich Joseph Hermann (1862–1954), Schweizer Elektrotechniker
- Lemp, Hermann (1912–1990), deutscher Altphilologe und Gymnasiallehrer
- Lemp, Hermann (1914–1943), deutscher Moderner Fünfkämpfer
- Lemp, Jacob († 1532), deutscher Theologe, Jurist und Hochschullehrer
- Lemp, Johann Adam (1793–1862), deutscher Brauer und Gründer der „Western Brewery“
- Lemp, Paul (1908–2001), Schweizer Jurist und Bundesrichter
- Lemp, Rebekka († 1590), deutsches Hexenprozess-Opfer
- Lemp, Rüdiger, deutscher Diplomat
- Lempart, Marta (* 1979), polnische Juristin und Aktivistin
- Lempart, Tomasz (1915–2005), polnischer und deutscher Sportfunktionär
- Lempe, Edwin Rudolph (1879–1961), höherer sächsischer Staatsbeamter
- Lempe, Johann Friedrich (1757–1801), deutscher Mathematiker, Professor für Mathematik und Physik an der Bergakademie Freiberg
- Lempel, Abraham (1936–2023), polnischstämmiger israelischer Informatiker
- Lempel, Blume (1907–1999), polnisch-US-amerikanische Schriftstellerin in jiddischer Sprache
- Lempelius, Gerhard Wilhelm Amandus (1761–1846), deutscher lutherischer Geistlicher, Lehrer und Schriftsteller
- Lemper, Alfons (1934–2013), deutscher Wirtschaftswissenschaftler
- Lemper, Ernst-Heinz (1924–2007), deutscher Kunsthistoriker
- Lemper, Hubert (1919–1990), deutscher Politiker (SPD), MdB
- Lemper, Lothar Theodor (* 1946), deutscher Politiker (CDU), MdL
- Lemper, Ute (* 1963), deutsche Sängerin, Tänzerin und SchauspielerinUte Lemper (* 1963)

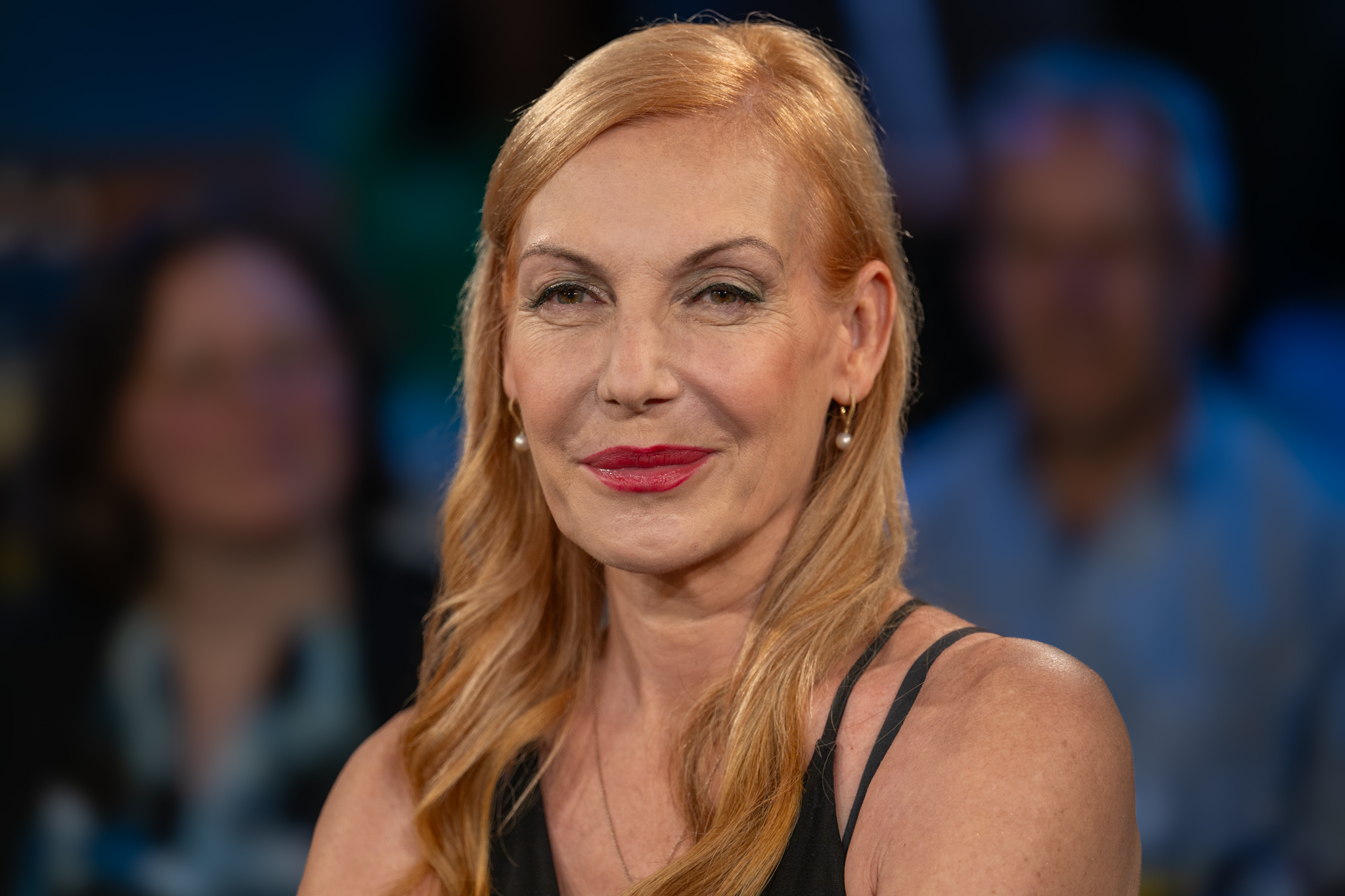
Ute Lemper (* 1963)

- Lemper-Pychlau, Marion (* 1958), deutsche Psychologin und Autorin, Coach und Familientrainerin
- L’Empereur, belgischer Bahnradsportler
- L’Empereur van Oppyck, Constantinus (1591–1648), niederländischer reformierter Theologe, Philologe und Orientalist
- Lempereur, Ingrid (* 1969), belgische Schwimmerin
- Lemperle, Gottfried (* 1936), deutscher plastischer Chirurg
- Lemperle, Hermann (1906–1983), deutscher Kunsthistoriker und Leichtathlet
- Lemperle, Tim (* 2002), deutscher Fußballspieler
- Lempert, Emmo (* 1953), deutscher Geschäftsführer und Produzent der Studio Hamburg Serienwerft
- Lempert, Jochen (* 1958), deutscher Tier- und Naturfotograf
- Lempert, Werner (* 1937), deutscher Kanute
- Lempert, Wolfgang (1930–2018), deutscher Pädagoge und Bildungsforscher
- Lempfert, Georg (1793–1871), Landvogt in Süderdithmarschen
- Lempicka, Mimi, französische Kostümbildnerin
- Lempicka, Tamara de (1898–1980), polnische MalerinTamara de Lempicka (1898–1980)

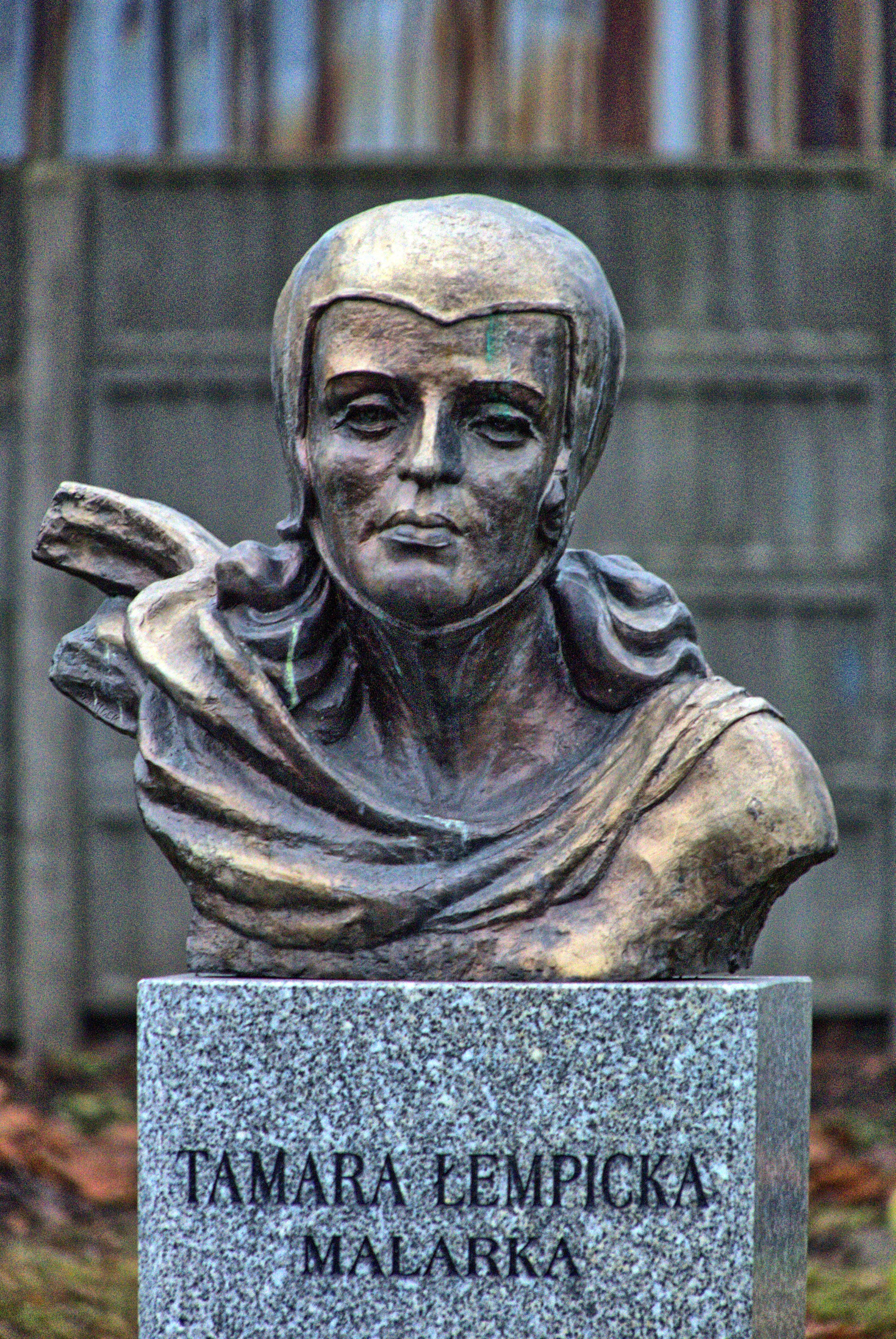
Tamara de Lempicka (1898–1980)

- Lempicki, Sigmund von (1886–1943), deutsch-polnischer Literaturwissenschaftler
- Lempio, Joachim (* 1956), deutscher Eishockeyspieler
- Lempira, Kazike der Lenca
- Lempke, Ralf (* 1956), deutscher Fußballspieler
- Lempken, Wilhelm (1914–1982), deutscher Politiker (SPD), MdL
- Lempp, Albert (1884–1943), evangelischer Buchhändler und Verleger
- Lempp, Albrecht (1953–2012), deutscher Philologe, Polonist und Übersetzer
- Lempp, Albrecht Friedrich von (1763–1819), württembergischer Oberamtmann
- Lempp, Jakob (* 1977), deutscher Politikwissenschaftler
- Lempp, Karl (1881–1960), deutscher Mediziner, an der Kinder-„Euthanasie“ in der Zeit des Nationalsozialismus beteiligt
- Lempp, Reinhart (1923–2012), deutscher Facharzt und Professor für Kinder- und Jugendpsychiatrie
- Lempp, Rudolf (1887–1981), deutscher Architekt und Baubeamter
- Lempp, Wilhelm (1882–1970), deutscher Verwaltungsjurist
- Lemppenau, Julius (1877–1944), württembergischer Oberamtmann
- Lemppenau-Krüger, Angela (* 1942), deutsche Juristin, ehemalige Richterin und Gerichtspräsidentin
- Lemprière, John († 1824), englischer Lexikograph, Geistlicher und College-Direktor
- Lempruch, Moritz Erwin von (1871–1946), österreichisch-ungarischer Oberst und Ingenieur

### Lems
- Lemsalu, Liis (* 1992), estnische Sängerin
- Lemsalu, Marek (* 1972), estnischer Fußballspieler
- Lemster, Lennart (* 1989), deutscher Schauspieler
- Lemström, Bettina (* 1966), finnische Segelsportlerin
- Lemström, Selim (1838–1904), finnischer Physiker

### Lemt
- Lemtjugow, Nikolai Alexandrowitsch (* 1986), russischer Eishockeyspieler

### Lemu
- Lemu, Aisha (1940–2019), britische, vor allem in Nigeria tätige, islamische Religionspädagogin
- Lemur (* 1981), deutscher Rapper
- Lemus López, José María (1911–1993), salvadorianischer Politiker, Präsident von El Salvador
- Lemus, Alfredo (* 1952), venezolanischer Boxer
- Lemus, Carlos (* 1989), chilenischer Fußballspieler
- Lemus, Juan Carlos (* 1965), kubanischer Boxer
- Lemus, Juan Manuel (1934–2021), mexikanischer Fußballspieler
- Lemus, Luis (* 1987), guatemaltekischer Poolbillardspieler

### Lemv
- Lemvigh, Gunnar (1909–1979), dänischer Schauspieler

### Lemy
- Lemyre, Denis (* 1968), französischer Radrennfahrer